# 2018-as Formula–1 világbajnokság
A 2018-as Formula–1 világbajnokság sorrendben a 69. Formula–1-es szezon volt. Összesen 21 futamot szerveztek, március 25-én az ausztrál nagydíjjal vette kezdetét a melbourne-i Albert Parkban és november 25-én ért véget az abu-dzabi nagydíjjal a Yas Marina öbölben. A versenyeken tíz csapat összesen húsz versenyzője vett részt. A bajnokságot a Nemzetközi Automobil Szövetség szervezte és bonyolította, ez volt a nyitott karosszériás versenyautók legmagasabban rangsorolt kategóriájú bajnoksága.
Jelentős változás volt a sportág szabályzatában, hogy ettől az évtől kezdve már csak három motort használhatott egy adott versenyző az egész szezon alatt, a korábban megengedett négy helyett. Ettől a szezontól vezette be a Nemzetközi Automobil Szövetség az úgynevezett „glóriát”, ami a versenyzők fejének biztonságát hivatott növelni, és ez jelentős mérföldkőnek számított mind a Formula–1, mind pedig a nyitott karosszériás versenysorozatok tekintetében.
Az egyéni világbajnoki címet tizenegy futamgyőzelemmel a brit Lewis Hamilton szerezte meg, aki ezzel megvédte világbajnoki címét és ötszörös világbajnokká vált, 408 pontjával pedig ő szerezte minden idők legtöbb világbajnoki pontját egy szezon alatt, valamint beérte a vonatkozó örökranglistán az 1950-es években szintén öt bajnoki címet szerző argentin Juan Manuel Fangiót.
Hamilton a címet a mexikói nagydíjon biztosította be matematikailag is, két futammal a szezon zárása előtt. Az egyéni pontverseny második és harmadik helyén a Ferrari pilótái, Sebastian Vettel és Kimi Räikkönen végeztek 88, illetve további 69 ponttal lemaradva a brit versenyző mögött. A konstruktőrök között a Mercedes diadalmaskodott 84 pontos előnnyel, sorozatban ötödször hódítva el a trófeát, második lett a Ferrari, harmadik pedig a Red Bull.
Az utolsó futam után ideiglenesen befejezte Formula–1-es pályafutását a spanyolok kétszeres világbajnoka, Fernando Alonso, aki Formula–1-es pályafutása során tizenhat szezonon át volt a mezőny tagja és ezalatt 312 nagydíjon indult, amivel ekkor második helyen állt a vonatkozó örökranglistán.

## Az új Formula–1

### Változások a csapatoknál
A McLaren ettől az évtől a Renault-val lépett motorszállítói partnerkapcsolatba, leváltva az előző években sikertelen Honda-motorokat. Az üzletet elősegítő megállapodás részeként a Toro Rosso Honda erőforrásokra váltott a Renault-motorokról, valamint a Red Bull kölcsönadta a Renault gyári csapatának Carlos Sainzot, aki így a német Nico Hülkenberg csapattársa lett.
A Sauber megújította partnerkapcsolatát a Ferrarival és 2018-ban már Alfa Romeo néven az olasz istálló az évi erőforrásait használta.

### Változások a rajtrácson
Charles Leclerc, a Formula–2 2017-es szezonjának bajnoka a Sauber versenyzője lett. A Toro Rosso a 2016-os GP2 sorozat bajnokát, Pierre Gasly-t és a korábbi World Endurance-bajnok Brendon Hartley-t is egész szezonra alkalmazta. Gasly és Hartley is már a 2017-es szezon második felében bemutatkozhatott a kategóriában. Danyiil Kvjat ellenben elhagyta a csapatot és a Ferrari szimulátoros és fejlesztőpilótája lett.
Charles Leclerc a Formula–2 bajnokaként kapott lehetőséget a Saubernél. Leclerc, aki korábban pénteki gyakorlásokon 2016-ban és 2017-ben is vezette az istálló autóját, a német Pascal Wehrlein helyét vette át a csapatnál. Wehrlein pályafutását a Mercedes tartalékversenyzőjeként folytatta, valamint rajthoz állt a 2018-as DTM-szezon versenyein is.
Felipe Massa, a Williams versenyzője az előző szezon végén befejezte Formula–1-es pályafutását, helyét a csapatnál a Renault tesztpilótája, az orosz Szergej Szirotkin vette át, aki Leclerchez hasonlóan újoncként állt rajthoz az év első versenyén Ausztráliában.

### Szabálymódosítások 2018-tól
Ebben az évben került bevezetésre a pilóták fejének védelmét szolgáló úgynevezett „glória”. 23 év elteltével a Liberty Media úgy döntött, hogy megváltoztatja a Formula–1 hivatalos logóját, valamint száműzi a rajtrácslányokat a futamokról. A futamok kezdési időpontján is változtattak, ettől az évtől egész óra helyett óra 10 perckor rajtoltak a futamok, több futam pedig egy órával későbbi időpontra került a korábban megszokottnál.
Tovább szigorították a motorszabályokat is, ettől az évtől négy helyett már csak mindössze három erőforrást használhatott egy pilóta a teljes szezon folyamán, a további erőforrásegységek beszereléséért – ahogyan korábban – büntetés járt. Az előző szezonban használatos úgynevezett „cápauszonyt” és „T-szárnyat” betiltották. Ettől az évtől a futamok során piros zászlós megszakítás esetén, amennyiben száraz a pálya, a mezőny állórajttal folytatja a versenyt az eddig megszokott repülőrajt helyett (ezt ebben a szezonban nem láthatta a közönség a gyakorlatban, mivel nem volt futam közbeni piros zászlós megszakítás).

## Átigazolások

### Újonc pilóták
- Charles Leclerc; Formula–2 Prema Racing pilóta → Alfa Romeo Sauber F1 Team pilóta[22]
- Szergej Szirotkin; Formula–2 ART Grand Prix pilóta → Williams F1 pilóta[23]

### Távozó pilóták
- Felipe Massa; Williams F1 pilóta → visszavonult[24]
- Pascal Wehrlein; Sauber Motorsport pilóta → DTM Mercedes-Benz pilóta[25]

### Motorszállító-váltások
- A  McLaren csapat  Honda motorokról  Renault motorokra váltott.[26]
- A  Toro Rosso csapat  Renault motorokról  Honda motorokra váltott.[27]

### Csapatok változásai
- A magyar nagydíj előtt a  Sahara Force India csapat csődeljárás alá került, később egy Lawrence Stroll vezette befektetőcsoport felvásárolta. A jogi nehézségek miatt az FIA augusztus 23-án a Sahara Force India csapatot kizárta a világbajnokságból, pontjaikat lenullázták (a pilóták, Sergio Pérez és Esteban Ocon az egyéni pontversenyben megtarthatták addig szerzett pontjaikat) és új csapatot hoztak létre Racing Point Force India néven, amely a belga nagydíjtól állt rajthoz.[28]

## A szezon előtt

### Új autófejlesztések
| Konstruktőr | Autó          | Bemutató ideje | Bemutató helye     |
| ----------- | ------------- | -------------- | ------------------ |
| Haas        | VF-18         | február 14.    | online             |
| Williams    | FW41          | február 15.    | online             |
| Red Bull    | RB14          | február 19.    | online             |
| Sauber      | C37           | február 20.    | online             |
| Renault     | R.S.18        | február 20.    | online             |
| Mercedes    | W09 EQ Power+ | február 22.    | Silverstone        |
| Ferrari     | SF71H         | február 22.    | Maranello (online) |
| McLaren     | MCL33         | február 23.    | online             |
| Force India | VJM11         | február 26.    | Barcelona          |
| Toro Rosso  | STR13         | február 26.    | Barcelona          |

### Tesztek
| Dátum        | Helyszín                           | Pálya                | Leggyorsabb versenyző | Csapat             | Idő      | Kör |
| ------------ | ---------------------------------- | -------------------- | --------------------- | ------------------ | -------- | --- |
| Február 26.  | Barcelona, Spanyolország           | Circuit de Catalunya | Daniel Ricciardo      | Red Bull-TAG Heuer | 1:20,179 | 105 |
| Február 27.  | Barcelona, Spanyolország           | Circuit de Catalunya | Sebastian Vettel      | Ferrari            | 1:19,673 | 98  |
| Február 28.  | Barcelona, Spanyolország           | Circuit de Catalunya | Fernando Alonso       | McLaren-Renault    | 2:18,545 | 11  |
| Március 1.   | Barcelona, Spanyolország           | Circuit de Catalunya | Lewis Hamilton        | Mercedes           | 1:19,333 | 61  |
| Március 6.   | Barcelona, Spanyolország           | Circuit de Catalunya | Sebastian Vettel      | Ferrari            | 1:20,396 | 171 |
| Március 7.   | Barcelona, Spanyolország           | Circuit de Catalunya | Daniel Ricciardo      | Red Bull-TAG Heuer | 1:18,047 | 165 |
| Március 8.   | Barcelona, Spanyolország           | Circuit de Catalunya | Sebastian Vettel      | Ferrari            | 1:17,182 | 188 |
| Március 9.   | Barcelona, Spanyolország           | Circuit de Catalunya | Kimi Räikkönen        | Ferrari            | 1:17,221 | 157 |
| Május 15.    | Barcelona, Spanyolország           | Circuit de Catalunya | Max Verstappen        | Red Bull-TAG Heuer | 1:17,528 | 148 |
| Május 16.    | Barcelona, Spanyolország           | Circuit de Catalunya | Valtteri Bottas       | Mercedes           | 1:16,904 | 139 |
| Július 31.   | Mogyoród, Magyarország             | Hungaroring          | Antonio Giovinazzi    | Ferrari            | 1:15,648 | 96  |
| Augusztus 1. | Mogyoród, Magyarország             | Hungaroring          | George Russell        | Mercedes           | 1:15,575 | 116 |
| November 27. | Abu-Dzabi, Egyesült Arab Emírségek | Yas Marina Circuit   | Sebastian Vettel      | Ferrari            | 1:36,812 | 69  |
| November 28. | Abu-Dzabi, Egyesült Arab Emírségek | Yas Marina Circuit   | Charles Leclerc       | Ferrari            | 1:36,450 | 135 |

Részletes teszteredmények
| Barcelona, Spanyolország (1. előszezoni teszt) | Barcelona, Spanyolország (1. előszezoni teszt) | Barcelona, Spanyolország (1. előszezoni teszt) | Barcelona, Spanyolország (1. előszezoni teszt) | Barcelona, Spanyolország (1. előszezoni teszt) | Barcelona, Spanyolország (1. előszezoni teszt) | Barcelona, Spanyolország (1. előszezoni teszt) | Barcelona, Spanyolország (1. előszezoni teszt) |
| --- | ---------------------------------------------- | ---------------------------------------------- | ---------------------------------------------- | ---------------------------------------------- | ---------------------------------------------- | ---------------------------------------------- | ---------------------------------------------- |
| Időjárás: február 26. – száraz, majd esős • február 27. – hideg, részben havas 0február 28. – havas, esős, nagyon hideg • március 1. – nedves, majd száraz |                                                |                                                |                                                |                                                |                                                |                                                |                                                |
| Dátum | Hely.                                          | Versenyző                                      | Csapat/motor                                   | Modell                                         | Idő                                            | Kül.                                           | Kör                                            |
| február 26. | 1                                              | Daniel Ricciardo                               | Red Bull-TAG Heuer                             | RB14                                           | 1:20,179                                       | –                                              | 105                                            |
| február 26. | 2                                              | Valtteri Bottas                                | Mercedes                                       | W09                                            | 1:20,349                                       | +0,170                                         | 58                                             |
| február 26. | 3                                              | Kimi Räikkönen                                 | Ferrari                                        | SF71H                                          | 1:20,506                                       | +0,327                                         | 80                                             |
| február 26. | 4                                              | Nico Hülkenberg                                | Renault                                        | R.S.18                                         | 1:20,547                                       | +0,368                                         | 73                                             |
| február 26. | 5                                              | Fernando Alonso                                | McLaren-Renault                                | MCL33                                          | 1:21,339                                       | +1,160                                         | 51                                             |
| február 26. | 6                                              | Carlos Sainz Jr.                               | Renault                                        | R.S.18                                         | 1:22,168                                       | +1,989                                         | 26                                             |
| február 26. | 7                                              | Lewis Hamilton                                 | Mercedes                                       | W09                                            | 1:22,327                                       | +2,148                                         | 25                                             |
| február 26. | 8                                              | Brendon Hartley                                | Toro Rosso-Honda                               | STR13                                          | 1:22,371                                       | +2,192                                         | 93                                             |
| február 26. | 9                                              | Lance Stroll                                   | Williams-Mercedes                              | FW41                                           | 1:22,452                                       | +2,273                                         | 46                                             |
| február 26. | 10                                             | Romain Grosjean                                | Haas-Ferrari                                   | VF-18                                          | 1:22,578                                       | +2,399                                         | 55                                             |
| február 26. | 11                                             | Marcus Ericsson                                | Alfa Romeo Sauber-Ferrari                      | C37                                            | 1:23,408                                       | +3,229                                         | 63                                             |
| február 26. | 12                                             | Nyikita Mazepin                                | Force India-Mercedes                           | VJM11                                          | 1:25,628                                       | +5,441                                         | 22                                             |
| február 26. | 13                                             | Szergej Szirotkin                              | Williams-Mercedes                              | FW41                                           | 1:44,148                                       | +23,969                                        | 28                                             |
| Forrás |                                                |                                                |                                                |                                                |                                                |                                                |                                                |
| február 27. | 1                                              | Sebastian Vettel                               | Ferrari                                        | SF71H                                          | 1:19,673                                       | –                                              | 98                                             |
| február 27. | 2                                              | Valtteri Bottas                                | Mercedes                                       | W09                                            | 1:19,976                                       | +0,303                                         | 94                                             |
| február 27. | 3                                              | Stoffel Vandoorne                              | McLaren-Renault                                | MCL33                                          | 1:20,325                                       | +0,652                                         | 37                                             |
| február 27. | 4                                              | Max Verstappen                                 | Red Bull-TAG Heuer                             | RB14                                           | 1:20,326                                       | +0,653                                         | 67                                             |
| február 27. | 5                                              | Carlos Sainz Jr.                               | Renault                                        | R.S.18                                         | 1:21,212                                       | +1,539                                         | 65                                             |
| február 27. | 6                                              | Pierre Gasly                                   | Toro Rosso-Honda                               | STR13                                          | 1:21,318                                       | +1,645                                         | 82                                             |
| február 27. | 7                                              | Robert Kubica                                  | Williams-Mercedes                              | FW41                                           | 1:21,495                                       | +1,822                                         | 48                                             |
| február 27. | 8                                              | Szergej Szirotkin                              | Williams-Mercedes                              | FW41                                           | 1:21,822                                       | +2,149                                         | 52                                             |
| február 27. | 9                                              | Esteban Ocon                                   | Force India-Mercedes                           | VJM11                                          | 1:21,841                                       | +2,168                                         | 79                                             |
| február 27. | 10                                             | Charles Leclerc                                | Alfa Romeo Sauber-Ferrari                      | C37                                            | 1:22,721                                       | +3,048                                         | 81                                             |
| február 27. | 11                                             | Kevin Magnussen                                | Haas-Ferrari                                   | VF-18                                          | 1:22,727                                       | +3,054                                         | 36                                             |
| Forrás |                                                |                                                |                                                |                                                |                                                |                                                |                                                |
| február 28. | 1                                              | Fernando Alonso                                | McLaren-Renault                                | MCL33                                          | 2:18,545                                       | –                                              | 11                                             |
| február 28. | 2                                              | Daniel Ricciardo                               | Red Bull-TAG Heuer                             | RB14                                           | idő nélkül                                     | –                                              | 2                                              |
| február 28. | 3                                              | Brendon Hartley                                | Toro Rosso-Honda                               | STR13                                          | idő nélkül                                     | –                                              | 2                                              |
| február 28. | 4                                              | Marcus Ericsson                                | Alfa Romeo Sauber-Ferrari                      | C37                                            | idő nélkül                                     | –                                              | 1                                              |
| február 28. | 5                                              | Robert Kubica                                  | Williams-Mercedes                              | FW41                                           | idő nélkül                                     | –                                              | 1                                              |
| Forrás |                                                |                                                |                                                |                                                |                                                |                                                |                                                |
| március 1. | 1                                              | Lewis Hamilton                                 | Mercedes                                       | W09                                            | 1:19,333                                       | –                                              | 61                                             |
| március 1. | 2                                              | Stoffel Vandoorne                              | McLaren-Renault                                | MCL33                                          | 1:19,854                                       | +0,521                                         | 110                                            |
| március 1. | 3                                              | Sebastian Vettel                               | Ferrari                                        | SF71H                                          | 1:20,241                                       | +0,908                                         | 100                                            |
| március 1. | 4                                              | Kevin Magnussen                                | Haas-Ferrari                                   | VF-18                                          | 1:20,317                                       | +0,984                                         | 83                                             |
| március 1. | 5                                              | Fernando Alonso                                | McLaren-Renault                                | MCL33                                          | 1:20,929                                       | +1,596                                         | 33                                             |
| március 1. | 6                                              | Carlos Sainz Jr.                               | Renault                                        | R.S.18                                         | 1:20,940                                       | +1,607                                         | 42                                             |
| március 1. | 7                                              | Lance Stroll                                   | Williams-Mercedes                              | FW41                                           | 1:21,142                                       | +1,809                                         | 44                                             |
| március 1. | 8                                              | Sergio Pérez                                   | Force India-Mercedes                           | VJM11                                          | 1:21,973                                       | +2,640                                         | 60                                             |
| március 1. | 9                                              | Max Verstappen                                 | Red Bull-TAG Heuer                             | RB14                                           | 1:22,058                                       | +2,725                                         | 35                                             |
| március 1. | 10                                             | Pierre Gasly                                   | Toro Rosso-Honda                               | STR13                                          | 1:22,134                                       | +2,801                                         | 128                                            |
| március 1. | 11                                             | Nico Hülkenberg                                | Renault                                        | R.S.18                                         | 1:22,507                                       | +3,174                                         | 49                                             |
| március 1. | 12                                             | Valtteri Bottas                                | Mercedes                                       | W09                                            | 1:22,789                                       | +3,456                                         | 60                                             |
| március 1. | 13                                             | Charles Leclerc                                | Alfa Romeo Sauber-Ferrari                      | C37                                            | 1:22,808                                       | +3,475                                         | 37                                             |
| március 1. | 14                                             | Marcus Ericsson                                | Alfa Romeo Sauber-Ferrari                      | C37                                            | 1:23,825                                       | +4,492                                         | 79                                             |
| március 1. | 15                                             | Szergej Szirotkin                              | Williams-Mercedes                              | FW41                                           | 1:31,979                                       | +12,646                                        | 47                                             |
| Forrás |                                                |                                                |                                                |                                                |                                                |                                                |                                                |

| Barcelona, Spanyolország (2. előszezoni teszt)                                                                                      | Barcelona, Spanyolország (2. előszezoni teszt) | Barcelona, Spanyolország (2. előszezoni teszt) | Barcelona, Spanyolország (2. előszezoni teszt) | Barcelona, Spanyolország (2. előszezoni teszt) | Barcelona, Spanyolország (2. előszezoni teszt) | Barcelona, Spanyolország (2. előszezoni teszt) | Barcelona, Spanyolország (2. előszezoni teszt) |
| --- | ---------------------------------------------- | ---------------------------------------------- | ---------------------------------------------- | ---------------------------------------------- | ---------------------------------------------- | ---------------------------------------------- | ---------------------------------------------- |
| Időjárás: március 6. – száraz, napos • március 7. – száraz, napos 0március 8. – száraz, részben felhős • március 9. – száraz, napos |                                                |                                                |                                                |                                                |                                                |                                                |                                                |
| Dátum | Hely.                                          | Versenyző                                      | Csapat/motor                                   | Modell                                         | Idő                                            | Kül.                                           | Kör                                            |
| március 6. | 1                                              | Sebastian Vettel                               | Ferrari                                        | SF71H                                          | 1:20,396                                       | –                                              | 171                                            |
| március 6. | 2                                              | Valtteri Bottas                                | Mercedes                                       | W09                                            | 1:20,596                                       | +0,200                                         | 86                                             |
| március 6. | 3                                              | Max Verstappen                                 | Red Bull-TAG Heuer                             | RB14                                           | 1:20,649                                       | +0,253                                         | 130                                            |
| március 6. | 4                                              | Lewis Hamilton                                 | Mercedes                                       | W09                                            | 1:20,808                                       | +0,412                                         | 91                                             |
| március 6. | 5                                              | Pierre Gasly                                   | Toro Rosso-Honda                               | STR13                                          | 1:20,973                                       | +0,577                                         | 54                                             |
| március 6. | 6                                              | Kevin Magnussen                                | Haas-Ferrari                                   | VF-18                                          | 1:21,298                                       | +0,902                                         | 96                                             |
| március 6. | 7                                              | Nico Hülkenberg                                | Renault                                        | R.S.18                                         | 1:21,432                                       | +1,036                                         | 48                                             |
| március 6. | 8                                              | Carlos Sainz Jr.                               | Renault                                        | R.S.18                                         | 1:21,455                                       | +1,059                                         | 91                                             |
| március 6. | 9                                              | Szergej Szirotkin                              | Williams-Mercedes                              | FW41                                           | 1:21,588                                       | +1,192                                         | 42                                             |
| március 6. | 10                                             | Sergio Pérez                                   | Force India-Mercedes                           | VJM11                                          | 1:21,643                                       | +1,247                                         | 93                                             |
| március 6. | 11                                             | Marcus Ericsson                                | Alfa Romeo Sauber-Ferrari                      | C37                                            | 1:21,706                                       | +1,310                                         | 120                                            |
| március 6. | 12                                             | Stoffel Vandoorne                              | McLaren-Renault                                | MCL33                                          | 1:21,946                                       | +1,550                                         | 38                                             |
| március 6. | 13                                             | Lance Stroll                                   | Williams-Mercedes                              | FW41                                           | 1:22,937                                       | +2,541                                         | 86                                             |
| Forrás |                                                |                                                |                                                |                                                |                                                |                                                |                                                |
| március 7. | 1                                              | Daniel Ricciardo                               | Red Bull-TAG Heuer                             | RB14                                           | 1:18,047                                       | –                                              | 165                                            |
| március 7. | 2                                              | Lewis Hamilton                                 | Mercedes                                       | W09                                            | 1:18,400                                       | +0,353                                         | 90                                             |
| március 7. | 3                                              | Valtteri Bottas                                | Mercedes                                       | W09                                            | 1:18,560                                       | +0,513                                         | 85                                             |
| március 7. | 4                                              | Sebastian Vettel                               | Ferrari                                        | SF71H                                          | 1:19,541                                       | +1,494                                         | 66                                             |
| március 7. | 5                                              | Brendon Hartley                                | Toro Rosso-Honda                               | STR13                                          | 1:19,823                                       | +1,776                                         | 119                                            |
| március 7. | 6                                              | Fernando Alonso                                | McLaren-Renault                                | MCL33                                          | 1:19,856                                       | +1,809                                         | 57                                             |
| március 7. | 7                                              | Carlos Sainz Jr.                               | Renault                                        | R.S.18                                         | 1:20,042                                       | +1,995                                         | 88                                             |
| március 7. | 8                                              | Romain Grosjean                                | Haas-Ferrari                                   | VF-18                                          | 1:20,237                                       | +2,190                                         | 78                                             |
| március 7. | 9                                              | Kimi Räikkönen                                 | Ferrari                                        | SF71H                                          | 1:20,242                                       | +2,195                                         | 49                                             |
| március 7. | 10                                             | Lance Stroll                                   | Williams-Mercedes                              | FW41                                           | 1:20,349                                       | +2,302                                         | 63                                             |
| március 7. | 11                                             | Nico Hülkenberg                                | Renault                                        | R.S.18                                         | 1:20,758                                       | +2,711                                         | 102                                            |
| március 7. | 12                                             | Esteban Ocon                                   | Force India-Mercedes                           | VJM11                                          | 1:20,805                                       | +2,758                                         | 130                                            |
| március 7. | 13                                             | Charles Leclerc                                | Alfa Romeo Sauber-Ferrari                      | C37                                            | 1:20,918                                       | +2,871                                         | 160                                            |
| március 7. | 14                                             | Szergej Szirotkin                              | Williams-Mercedes                              | FW41                                           | 1:22,350                                       | +4,303                                         | 80                                             |
| Forrás |                                                |                                                |                                                |                                                |                                                |                                                |                                                |
| március 8. | 1                                              | Sebastian Vettel                               | Ferrari                                        | SF71H                                          | 1:17,182                                       | –                                              | 188                                            |
| március 8. | 2                                              | Kevin Magnussen                                | Haas-Ferrari                                   | VF-18                                          | 1:18,360                                       | +1,178                                         | 153                                            |
| március 8. | 3                                              | Pierre Gasly                                   | Toro Rosso-Honda                               | STR13                                          | 1:18,373                                       | +1,191                                         | 169                                            |
| március 8. | 4                                              | Nico Hülkenberg                                | Renault                                        | R.S.18                                         | 1:18,675                                       | +1,493                                         | 79                                             |
| március 8. | 5                                              | Carlos Sainz Jr.                               | Renault                                        | R.S.18                                         | 1:18,725                                       | +1,543                                         | 69                                             |
| március 8. | 6                                              | Stoffel Vandoorne                              | McLaren-Renault                                | MCL33                                          | 1:18,855                                       | +1,673                                         | 135                                            |
| március 8. | 7                                              | Marcus Ericsson                                | Alfa Romeo Sauber-Ferrari                      | C37                                            | 1:19,244                                       | +2,062                                         | 151                                            |
| március 8. | 8                                              | Lewis Hamilton                                 | Mercedes                                       | W09                                            | 1:19,296                                       | +2,114                                         | 84                                             |
| március 8. | 9                                              | Valtteri Bottas                                | Mercedes                                       | W09                                            | 1:19,532                                       | +2,350                                         | 97                                             |
| március 8. | 10                                             | Robert Kubica                                  | Williams-Mercedes                              | FW41                                           | 1:19,629                                       | +2,447                                         | 73                                             |
| március 8. | 11                                             | Sergio Pérez                                   | Force India-Mercedes                           | VJM11                                          | 1:19,634                                       | +2,452                                         | 159                                            |
| március 8. | 12                                             | Max Verstappen                                 | Red Bull-TAG Heuer                             | RB14                                           | 1:19,842                                       | +2,660                                         | 187                                            |
| március 8. | 13                                             | Lance Stroll                                   | Williams-Mercedes                              | FW41                                           | 1:20,262                                       | +3,080                                         | 67                                             |
| Forrás |                                                |                                                |                                                |                                                |                                                |                                                |                                                |
| március 9. | 1                                              | Kimi Räikkönen                                 | Ferrari                                        | SF71H                                          | 1:17,221                                       | –                                              | 157                                            |
| március 9. | 2                                              | Fernando Alonso                                | McLaren-Renault                                | MCL33                                          | 1:17,784                                       | +0,563                                         | 93                                             |
| március 9. | 3                                              | Carlos Sainz Jr.                               | Renault                                        | R.S.18                                         | 1:18,092                                       | +0,871                                         | 45                                             |
| március 9. | 4                                              | Daniel Ricciardo                               | Red Bull-TAG Heuer                             | RB14                                           | 1:18,327                                       | +1,106                                         | 92                                             |
| március 9. | 5                                              | Romain Grosjean                                | Haas-Ferrari                                   | VF-18                                          | 1:18,412                                       | +1,191                                         | 181                                            |
| március 9. | 6                                              | Valtteri Bottas                                | Mercedes                                       | W09                                            | 1:18,825                                       | +1,604                                         | 104                                            |
| március 9. | 7                                              | Brendon Hartley                                | Toro Rosso-Honda                               | STR13                                          | 1:18,949                                       | +1,728                                         | 156                                            |
| március 9. | 8                                              | Esteban Ocon                                   | Force India-Mercedes                           | VJM11                                          | 1:18,967                                       | +1,746                                         | 163                                            |
| március 9. | 9                                              | Charles Leclerc                                | Alfa Romeo Sauber-Ferrari                      | C37                                            | 1:19,118                                       | +1,897                                         | 75                                             |
| március 9. | 10                                             | Szergej Szirotkin                              | Williams-Mercedes                              | FW41                                           | 1:19,189                                       | +1,968                                         | 105                                            |
| március 9. | 11                                             | Lewis Hamilton                                 | Mercedes                                       | W09                                            | 1:19,464                                       | +2,243                                         | 97                                             |
| március 9. | 12                                             | Lance Stroll                                   | Williams-Mercedes                              | FW41                                           | 1:19,954                                       | +2,733                                         | 27                                             |
| Forrás |                                                |                                                |                                                |                                                |                                                |                                                |                                                |

| Barcelona, Spanyolország (1. szezonközi teszt)                  | Barcelona, Spanyolország (1. szezonközi teszt) | Barcelona, Spanyolország (1. szezonközi teszt) | Barcelona, Spanyolország (1. szezonközi teszt) | Barcelona, Spanyolország (1. szezonközi teszt) | Barcelona, Spanyolország (1. szezonközi teszt) | Barcelona, Spanyolország (1. szezonközi teszt) | Barcelona, Spanyolország (1. szezonközi teszt) |
| --------------------------------------------------------------- | ---------------------------------------------- | ---------------------------------------------- | ---------------------------------------------- | ---------------------------------------------- | ---------------------------------------------- | ---------------------------------------------- | ---------------------------------------------- |
| Időjárás: május 15. – száraz, napos • május 16. – száraz, napos |                                                |                                                |                                                |                                                |                                                |                                                |                                                |
| Dátum                                                           | Hely.                                          | Versenyző                                      | Csapat/motor                                   | Modell                                         | Idő                                            | Kül.                                           | Kör                                            |
| május 15.                                                       | 1                                              | Max Verstappen                                 | Red Bull-TAG Heuer                             | RB14                                           | 1:17,528                                       | –                                              | 148                                            |
| május 15.                                                       | 2                                              | Carlos Sainz Jr.                               | Renault                                        | R.S.18                                         | 1:17,562                                       | +0,034                                         | 119                                            |
| május 15.                                                       | 3                                              | Sebastian Vettel                               | Ferrari                                        | SF71H                                          | 1:17,659                                       | +0,131                                         | 136                                            |
| május 15.                                                       | 4                                              | Romain Grosjean                                | Haas-Ferrari                                   | VF-18                                          | 1:18,449                                       | +0,921                                         | 129                                            |
| május 15.                                                       | 5                                              | Nicholas Latifi                                | Force India-Mercedes                           | VJM11                                          | 1:18,530                                       | +1,002                                         | 107                                            |
| május 15.                                                       | 6                                              | Lewis Hamilton                                 | Mercedes                                       | W09                                            | 1:18,543                                       | +1,015                                         | 151                                            |
| május 15.                                                       | 7                                              | Stoffel Vandoorne                              | McLaren-Renault                                | MCL33                                          | 1:18,981                                       | +1,453                                         | 85                                             |
| május 15.                                                       | 8                                              | Antonio Giovinazzi                             | Alfa Romeo Sauber-Ferrari                      | C37                                            | 1:19,693                                       | +2,165                                         | 135                                            |
| május 15.                                                       | 9                                              | Oliver Rowland                                 | Williams-Mercedes                              | FW41                                           | 1:20,009                                       | +2,481                                         | 121                                            |
| május 15.                                                       | 10                                             | Lando Norris                                   | McLaren-Renault                                | MCL33                                          | 1:20,997                                       | +3,469                                         | 76                                             |
| május 15.                                                       | 11                                             | George Russell                                 | Force India-Mercedes                           | VJM11                                          | 1:21,478                                       | +3,950                                         | 123                                            |
| május 15.                                                       | 12                                             | Sean Gelael                                    | Toro Rosso-Honda                               | STR13                                          | 1:21,935                                       | +4,407                                         | 50                                             |
| május 15.                                                       | 13                                             | Oliver Turvey                                  | McLaren-Renault                                | MCL33                                          | 1:23,070                                       | +5,542                                         | 58                                             |
| Forrás                                                          |                                                |                                                |                                                |                                                |                                                |                                                |                                                |
| május 16.                                                       | 1                                              | Valtteri Bottas                                | Mercedes                                       | W09                                            | 1:16,904                                       | –                                              | 139                                            |
| május 16.                                                       | 2                                              | Antonio Giovinazzi                             | Ferrari                                        | SF71H                                          | 1:16,972                                       | +0,068                                         | 148                                            |
| május 16.                                                       | 3                                              | Lando Norris                                   | McLaren-Renault                                | MCL33                                          | 1:18,039                                       | +1,135                                         | 80                                             |
| május 16.                                                       | 4                                              | Kevin Magnussen                                | Haas-Ferrari                                   | VF-18                                          | 1:18,274                                       | +1,370                                         | 75                                             |
| május 16.                                                       | 5                                              | Nyikita Mazepin                                | Force India-Mercedes                           | VJM11                                          | 1:18,344                                       | +1,440                                         | 112                                            |
| május 16.                                                       | 6                                              | Jack Aitken                                    | Renault                                        | R.S.18                                         | 1:18,942                                       | +2,038                                         | 120                                            |
| május 16.                                                       | 7                                              | Charles Leclerc                                | Alfa Romeo Sauber-Ferrari                      | C37                                            | 1:18,993                                       | +2,089                                         | 139                                            |
| május 16.                                                       | 8                                              | Robert Kubica                                  | Williams-Mercedes                              | FW41                                           | 1:19,253                                       | +2,349                                         | 123                                            |
| május 16.                                                       | 9                                              | Pierre Gasly                                   | Toro Rosso-Honda                               | STR13                                          | 1:19,410                                       | +2,506                                         | 39                                             |
| május 16.                                                       | 10                                             | Stoffel Vandoorne                              | McLaren-Renault                                | MCL33                                          | 1:19,914                                       | +3,010                                         | 96                                             |
| május 16.                                                       | 11                                             | Jake Dennis                                    | Red Bull-TAG Heuer                             | RB14                                           | 1:20,440                                       | +3,536                                         | 74                                             |
| május 16.                                                       | 12                                             | Sean Gelael                                    | Toro Rosso-Honda                               | STR13                                          | 1:20,763                                       | +3,859                                         | 83                                             |
| május 16.                                                       | 13                                             | Nicholas Latifi                                | Force India-Mercedes                           | VJM11                                          | 1:21,433                                       | +4,529                                         | 121                                            |
| Forrás                                                          |                                                |                                                |                                                |                                                |                                                |                                                |                                                |

| Hungaroring, Magyarország (2. szezonközi teszt)                                                                | Hungaroring, Magyarország (2. szezonközi teszt) | Hungaroring, Magyarország (2. szezonközi teszt) | Hungaroring, Magyarország (2. szezonközi teszt) | Hungaroring, Magyarország (2. szezonközi teszt) | Hungaroring, Magyarország (2. szezonközi teszt) | Hungaroring, Magyarország (2. szezonközi teszt) | Hungaroring, Magyarország (2. szezonközi teszt) |
| --- | ----------------------------------------------- | ----------------------------------------------- | ----------------------------------------------- | ----------------------------------------------- | ----------------------------------------------- | ----------------------------------------------- | ----------------------------------------------- |
| Időjárás: július 31. – száraz, napos • augusztus 1. – száraz, napos • A Haas-Ferrari nem vett részt a teszten. |                                                 |                                                 |                                                 |                                                 |                                                 |                                                 |                                                 |
| Dátum | Hely.                                           | Versenyző                                       | Csapat/motor                                    | Modell                                          | Idő                                             | Kül.                                            | Kör                                             |
| július 31. | 1                                               | Antonio Giovinazzi                              | Ferrari                                         | SF71H                                           | 1:15,648                                        | –                                               | 96                                              |
| július 31. | 2                                               | Marcus Ericsson                                 | Alfa Romeo Sauber-Ferrari                       | C37                                             | 1:18,115                                        | +2,507                                          | 95                                              |
| július 31. | 3                                               | Brendon Hartley                                 | Toro Rosso-Honda                                | STR13                                           | 1:19,251                                        | +3,603                                          | 126                                             |
| július 31. | 4                                               | Lando Norris                                    | McLaren-Renault                                 | MCL33                                           | 1:19,294                                        | +3,646                                          | 106                                             |
| július 31. | 5                                               | George Russell                                  | Mercedes                                        | W09                                             | 1:19,781                                        | +4,113                                          | 49                                              |
| július 31. | 6                                               | Daniel Ricciardo                                | Red Bull-TAG Heuer                              | RB14                                            | 1:19,854                                        | +4,206                                          | 125                                             |
| július 31. | 7                                               | Nicholas Latifi                                 | Force India-Mercedes                            | VJM11                                           | 1:19,994                                        | +4,346                                          | 103                                             |
| július 31. | 8                                               | Nico Hülkenberg                                 | Renault                                         | R.S.18                                          | 1:20,826                                        | +5,178                                          | 63                                              |
| július 31. | 9                                               | Oliver Rowland                                  | Williams-Mercedes                               | FW41                                            | 1:20,970                                        | +5,322                                          | 65                                              |
| július 31. | 10                                              | Sean Gelael                                     | Toro Rosso-Honda                                | STR13                                           | 1:21,451                                        | +5,803                                          | 109                                             |
| Forrás |                                                 |                                                 |                                                 |                                                 |                                                 |                                                 |                                                 |
| augusztus 1.                                                                                                   | 1                                               | George Russell                                  | Mercedes                                        | W09                                             | 1:15,575                                        | –                                               | 116                                             |
| augusztus 1.                                                                                                   | 2                                               | Kimi Räikkönen                                  | Ferrari                                         | SF71H                                           | 1:15,649                                        | +0,074                                          | 131                                             |
| augusztus 1.                                                                                                   | 3                                               | Jake Dennis                                     | Red Bull-TAG Heuer                              | RB14                                            | 1:17,012                                        | +1,437                                          | 131                                             |
| augusztus 1.                                                                                                   | 4                                               | Antonio Giovinazzi                              | Alfa Romeo Sauber-Ferrari                       | C37                                             | 1:17,558                                        | +1,983                                          | 120                                             |
| augusztus 1.                                                                                                   | 5                                               | Nyikita Mazepin                                 | Force India-Mercedes                            | VJM11                                           | 1:17,748                                        | +2,173                                          | 51                                              |
| augusztus 1.                                                                                                   | 6                                               | Robert Kubica                                   | Williams-Mercedes                               | FW41                                            | 1:18,451                                        | +2,876                                          | 103                                             |
| augusztus 1.                                                                                                   | 7                                               | Lando Norris                                    | McLaren-Renault                                 | MCL33                                           | 1:18,472                                        | +2,897                                          | 73                                              |
| augusztus 1.                                                                                                   | 8                                               | Artyom Markelov                                 | Renault                                         | R.S.18                                          | 1:18,496                                        | +2,921                                          | 108                                             |
| augusztus 1.                                                                                                   | 9                                               | Sean Gelael                                     | Toro Rosso-Honda                                | STR13                                           | 1:19,046                                        | +3,471                                          | 122                                             |
| augusztus 1.                                                                                                   | 10                                              | Pierre Gasly                                    | Toro Rosso-Honda                                | STR13                                           | 1:19,790                                        | +4,215                                          | 75                                              |
| augusztus 1.                                                                                                   | 11                                              | Brendon Hartley                                 | Toro Rosso-Honda                                | STR13                                           | 1:20,221                                        | +4,646                                          | 67                                              |
| Forrás |                                                 |                                                 |                                                 |                                                 |                                                 |                                                 |                                                 |

| Yas Marina Circuit, Egyesült Arab Emírségek (szezon utáni gumiteszt)  | Yas Marina Circuit, Egyesült Arab Emírségek (szezon utáni gumiteszt) | Yas Marina Circuit, Egyesült Arab Emírségek (szezon utáni gumiteszt) | Yas Marina Circuit, Egyesült Arab Emírségek (szezon utáni gumiteszt) | Yas Marina Circuit, Egyesült Arab Emírségek (szezon utáni gumiteszt) | Yas Marina Circuit, Egyesült Arab Emírségek (szezon utáni gumiteszt) | Yas Marina Circuit, Egyesült Arab Emírségek (szezon utáni gumiteszt) | Yas Marina Circuit, Egyesült Arab Emírségek (szezon utáni gumiteszt) |
| --------------------------------------------------------------------- | -------------------------------------------------------------------- | -------------------------------------------------------------------- | -------------------------------------------------------------------- | -------------------------------------------------------------------- | -------------------------------------------------------------------- | -------------------------------------------------------------------- | -------------------------------------------------------------------- |
| Időjárás: november 27. – száraz, napos • november 28. – száraz, napos |                                                                      |                                                                      |                                                                      |                                                                      |                                                                      |                                                                      |                                                                      |
| Dátum                                                                 | Hely.                                                                | Versenyző                                                            | Csapat/motor                                                         | Modell                                                               | Idő                                                                  | Kül.                                                                 | Kör                                                                  |
| november 27.                                                          | 1                                                                    | Sebastian Vettel                                                     | Ferrari                                                              | SF71H                                                                | 1:36,812                                                             | –                                                                    | 69                                                                   |
| november 27.                                                          | 2                                                                    | Valtteri Bottas                                                      | Mercedes                                                             | W09                                                                  | 1:37,231                                                             | +0,419                                                               | 120                                                                  |
| november 27.                                                          | 3                                                                    | Lance Stroll                                                         | Force India-Mercedes                                                 | VJM11                                                                | 1:37,415                                                             | +0,603                                                               | 56                                                                   |
| november 27.                                                          | 4                                                                    | Max Verstappen                                                       | Red Bull-TAG Heuer                                                   | RB14                                                                 | 1:37,947                                                             | +1,135                                                               | 133                                                                  |
| november 27.                                                          | 5                                                                    | Sergio Pérez                                                         | Force India-Mercedes                                                 | VJM11                                                                | 1:37,976                                                             | +1,164                                                               | 67                                                                   |
| november 27.                                                          | 6                                                                    | Lando Norris                                                         | McLaren-Renault                                                      | MCL33                                                                | 1:38,187                                                             | +1,375                                                               | 136                                                                  |
| november 27.                                                          | 7                                                                    | Nico Hülkenberg                                                      | Renault                                                              | R.S.18                                                               | 1:38,789                                                             | +1,977                                                               | 128                                                                  |
| november 27.                                                          | 8                                                                    | Pietro Fittipaldi                                                    | Haas-Ferrari                                                         | VF-18                                                                | 1:39,201                                                             | +2,389                                                               | 55                                                                   |
| november 27.                                                          | 9                                                                    | Robert Kubica                                                        | Williams-Mercedes                                                    | FW41                                                                 | 1:39,269                                                             | +2,457                                                               | 32                                                                   |
| november 27.                                                          | 10                                                                   | George Russell                                                       | Williams-Mercedes                                                    | FW41                                                                 | 1:39,512                                                             | +2,700                                                               | 42                                                                   |
| november 27.                                                          | 11                                                                   | Kimi Räikkönen                                                       | Alfa Romeo Sauber-Ferrari                                            | C37                                                                  | 1:39,878                                                             | +3,066                                                               | 102                                                                  |
| november 27.                                                          | 12                                                                   | Sean Gelael                                                          | Toro Rosso-Honda                                                     | STR13                                                                | 1:40,435                                                             | +3,623                                                               | 150                                                                  |
| Forrás                                                                |                                                                      |                                                                      |                                                                      |                                                                      |                                                                      |                                                                      |                                                                      |
| november 28.                                                          | 1                                                                    | Charles Leclerc                                                      | Ferrari                                                              | SF71H                                                                | 1:36,450                                                             | –                                                                    | 135                                                                  |
| november 28.                                                          | 2                                                                    | Pierre Gasly                                                         | Red Bull-TAG Heuer                                                   | RB14                                                                 | 1:37,916                                                             | +1,466                                                               | 129                                                                  |
| november 28.                                                          | 3                                                                    | Lance Stroll                                                         | Force India-Mercedes                                                 | VJM11                                                                | 1:38,044                                                             | +1,594                                                               | 122                                                                  |
| november 28.                                                          | 4                                                                    | Valtteri Bottas                                                      | Mercedes                                                             | W09                                                                  | 1:38,448                                                             | +1,998                                                               | 143                                                                  |
| november 28.                                                          | 5                                                                    | Carlos Sainz Jr.                                                     | McLaren-Renault                                                      | MCL33                                                                | 1:38,547                                                             | +2,097                                                               | 150                                                                  |
| november 28.                                                          | 6                                                                    | Artyom Markelov                                                      | Renault                                                              | R.S.18                                                               | 1:38,590                                                             | +2,140                                                               | 129                                                                  |
| november 28.                                                          | 7                                                                    | George Russell                                                       | Williams-Mercedes                                                    | FW41                                                                 | 1:38,802                                                             | +2,352                                                               | 55                                                                   |
| november 28.                                                          | 8                                                                    | Danyiil Kvjat                                                        | Toro Rosso-Honda                                                     | STR13                                                                | 1:38,862                                                             | +2,412                                                               | 155                                                                  |
| november 28.                                                          | 9                                                                    | Louis Delétraz                                                       | Haas-Ferrari                                                         | VF-18                                                                | 1:39,069                                                             | +2,619                                                               | 117                                                                  |
| november 28.                                                          | 10                                                                   | Antonio Giovinazzi                                                   | Alfa Romeo Sauber-Ferrari                                            | C37                                                                  | 1:40,435                                                             | +3,985                                                               | 129                                                                  |
| november 28.                                                          | 11                                                                   | Robert Kubica                                                        | Williams-Mercedes                                                    | FW41                                                                 | 1:44,208                                                             | +7,758                                                               | 39                                                                   |
| Forrás                                                                |                                                                      |                                                                      |                                                                      |                                                                      |                                                                      |                                                                      |                                                                      |

## Csapatok
| Csapat                           | Konstruktőr | Motor               | Autó          | Gumi | Rajtszám | Versenyzők        | Verseny | Tesztversenyző(k)                              |
| -------------------------------- | ----------- | ------------------- | ------------- | ---- | -------- | ----------------- | ------- | ---------------------------------------------- |
| Scuderia Ferrari                 | Ferrari     | Ferrari             | SF71H         | P    | 5        | Sebastian Vettel  | 1–21    | Danyiil Kvjat Antonio Giovinazzi               |
| Scuderia Ferrari                 | Ferrari     | Ferrari             | SF71H         | P    | 7        | Kimi Räikkönen    | 1–21    | Danyiil Kvjat Antonio Giovinazzi               |
| Sahara Force India F1 Team       | Force India | Mercedes            | VJM11         | P    | 11       | Sergio Pérez      | 1–12    | Nicholas Latifi Nyikita Mazepin George Russell |
| Sahara Force India F1 Team       | Force India | Mercedes            | VJM11         | P    | 31       | Esteban Ocon      | 1–12    | Nicholas Latifi Nyikita Mazepin George Russell |
| Racing Point Force India         | Force India | Mercedes            | VJM11         | P    | 11       | Sergio Pérez      | 13–21   | Nicholas Latifi Nyikita Mazepin George Russell |
| Racing Point Force India         | Force India | Mercedes            | VJM11         | P    | 31       | Esteban Ocon      | 13–21   | Nicholas Latifi Nyikita Mazepin George Russell |
| Haas F1 Team                     | Haas        | Ferrari             | VF-18         | P    | 8        | Romain Grosjean   | 1–21    | Santino Ferrucci Louis Delétraz                |
| Haas F1 Team                     | Haas        | Ferrari             | VF-18         | P    | 20       | Kevin Magnussen   | 1–21    | Santino Ferrucci Louis Delétraz                |
| McLaren F1 Team                  | McLaren     | Renault             | MCL33         | P    | 2        | Stoffel Vandoorne | 1–21    | Lando Norris Oliver Turvey                     |
| McLaren F1 Team                  | McLaren     | Renault             | MCL33         | P    | 14       | Fernando Alonso   | 1–21    | Lando Norris Oliver Turvey                     |
| Mercedes AMG Petronas Motorsport | Mercedes    | Mercedes            | W09 EQ Power+ | P    | 44       | Lewis Hamilton    | 1–21    | Pascal Wehrlein                                |
| Mercedes AMG Petronas Motorsport | Mercedes    | Mercedes            | W09 EQ Power+ | P    | 77       | Valtteri Bottas   | 1–21    | Pascal Wehrlein                                |
| Aston Martin Red Bull Racing     | Red Bull    | Tag Heuer (Renault) | RB14          | P    | 3        | Daniel Ricciardo  | 1–21    | Jake Dennis                                    |
| Aston Martin Red Bull Racing     | Red Bull    | Tag Heuer (Renault) | RB14          | P    | 33       | Max Verstappen    | 1–21    | Jake Dennis                                    |
| Renault Sport Formula One Team   | Renault     | Renault             | R.S.18        | P    | 27       | Nico Hülkenberg   | 1–21    | Jack Aitken Artyom Markelov                    |
| Renault Sport Formula One Team   | Renault     | Renault             | R.S.18        | P    | 55       | Carlos Sainz Jr.  | 1–21    | Jack Aitken Artyom Markelov                    |
| Alfa Romeo Sauber F1 Team        | Sauber      | Ferrari             | C37           | P    | 9        | Marcus Ericsson   | 1–21    | Antonio Giovinazzi Tatiana Calderón            |
| Alfa Romeo Sauber F1 Team        | Sauber      | Ferrari             | C37           | P    | 16       | Charles Leclerc   | 1–21    | Antonio Giovinazzi Tatiana Calderón            |
| Red Bull Toro Rosso Honda        | Toro Rosso  | Honda               | STR13         | P    | 10       | Pierre Gasly      | 1–21    | Sean Gelael                                    |
| Red Bull Toro Rosso Honda        | Toro Rosso  | Honda               | STR13         | P    | 28       | Brendon Hartley   | 1–21    | Sean Gelael                                    |
| Williams Martini Racing          | Williams    | Mercedes            | FW41          | P    | 18       | Lance Stroll      | 1–21    | Robert Kubica Oliver Rowland                   |
| Williams Martini Racing          | Williams    | Mercedes            | FW41          | P    | 35       | Szergej Szirotkin | 1–21    | Robert Kubica Oliver Rowland                   |

### Pénteki tesztpilóták
Az alábbi táblázat azokat a tesztpilótákat sorolja fel, akik lehetőséget kaptak a szezon folyamán, hogy pénteki szabadedzéseken az autóba üljenek.
| Csapat               | Rajtszám | Pilóta             | Futam(ok)                                        |
| -------------------- | -------- | ------------------ | ------------------------------------------------ |
| Williams-Mercedes    | 40       | Robert Kubica      | 5, 9, 21 (ESP, AUT, UAE)                         |
| Force India-Mercedes | 34       | Nicholas Latifi    | 7, 11, 16, 19–20 (CAN, GER, RUS, MEX, BRA)       |
| Sauber-Ferrari       | 36       | Antonio Giovinazzi | 11–12, 16, 19–21 (GER, HUN, RUS, MEX, BRA, UAE)  |
| McLaren-Renault      | 47       | Lando Norris       | 13–14, 16–20 (BEL, ITA, RUS, JPN, USA, MEX, BRA) |
| Renault              | 46       | Artyom Markelov    | 16 (RUS)                                         |
| Toro Rosso-Honda     | 38       | Sean Gelael        | 18 (USA)                                         |

## Versenynaptár
2018-ban visszatért a francia nagydíj, valamint újra sor került a német nagydíjra is, ám a maláj nagydíjat ettől az évtől nem rendezték meg többé. Ebben a szezonban ismét rekordszámú, összesen 21 futamot rendeztek (korábban 2016-ban szerepelt ennyi verseny a naptárban). Előrébb hozták az azeri nagydíjat, az orosz nagydíj pedig tavasziról őszi időpontra került át. A hivatalos 2018-as versenynaptár:
| Verseny | Hivatalos név                                          | Nagydíj            | Pálya                              | Város        | Dátum          | Pályarajz     |
| ------- | ------------------------------------------------------ | ------------------ | ---------------------------------- | ------------ | -------------- | ------------- |
| 1       | Formula 1 2018 Rolex Australian Grand Prix             | Ausztrál nagydíj   | Albert Park Grand Prix Circuit     | Melbourne    | március 25.    | Melbourne     |
| 2       | Formula 1 2018 Gulf Air Bahrain Grand Prix             | Bahreini nagydíj   | Bahrain International Circuit      | Szahír       | április 8.     | Bahrein       |
| 3       | Formula 1 2018 Heineken Chinese Grand Prix             | Kínai nagydíj      | Shanghai International Circuit     | Sanghaj      | április 15.    | Sanghaj       |
| 4       | Formula 1 2018 Azerbaijan Grand Prix                   | Azeri nagydíj      | Baku City Circuit                  | Baku         | április 29.    | Baku          |
| 5       | Formula 1 Gran Premio de España Emirates 2018          | Spanyol nagydíj    | Circuit de Barcelona-Catalunya     | Barcelona    | május 13.      | Barcelona     |
| 6       | Formula 1 Grand Prix de Monaco 2018                    | Monacói nagydíj    | Circuit de Monaco                  | Monte-Carlo  | május 27.      | Monte-Carlo   |
| 7       | Formula 1 Grand Prix Heineken du Canada 2018           | Kanadai nagydíj    | Circuit Gilles Villeneuve          | Montréal     | június 10.     | Montreal      |
| 8       | Formula 1 Pirelli Grand Prix de France 2018            | Francia nagydíj    | Circuit Paul Ricard                | Le Castellet | június 24.     | Paul Ricard   |
| 9       | Formula 1 Eyetime Großer Preis von Österreich 2018     | Osztrák nagydíj    | Red Bull Ring                      | Spielberg    | július 1.      | Red Bull Ring |
| 10      | Formula 1 2018 Rolex British Grand Prix                | Brit nagydíj       | Silverstone Circuit                | Silverstone  | július 8.      | Silverstone   |
| 11      | Formula 1 Emirates Großer Preis von Deutschland 2018   | Német nagydíj      | Hockenheimring                     | Hockenheim   | július 22.     | Hockenheim    |
| 12      | Formula 1 Magyar Nagydíj 2018                          | Magyar nagydíj     | Hungaroring                        | Mogyoród     | július 29.     | Mogyoród      |
| 13      | Formula 1 2018 Johnnie Walker Belgian Grand Prix       | Belga nagydíj      | Circuit de Spa-Francorchamps       | Spa          | augusztus 26.  | Spa           |
| 14      | Formula 1 Gran Premio Heineken d'Italia 2018           | Olasz nagydíj      | Autodromo Nazionale di Monza       | Monza        | szeptember 2.  | Monza         |
| 15      | Formula 1 2018 Singapore Airlines Singapore Grand Prix | Szingapúri nagydíj | Marina Bay Street Circuit          | Szingapúr    | szeptember 16. | Szingapúr     |
| 16      | Formula 1 2018 VTB Russian Grand Prix                  | Orosz nagydíj      | Sochi International Street Circuit | Szocsi       | szeptember 30. | Szocsi        |
| 17      | Formula 1 2018 Honda Japanese Grand Prix               | Japán nagydíj      | Suzuka Circuit                     | Szuzuka      | október 7.     | Suzuka        |
| 18      | Formula 1 Pirelli 2018 United States Grand Prix        | Amerikai nagydíj   | Circuit of the Americas            | Austin       | október 21.    | Austin        |
| 19      | Formula 1 Gran Premio de México 2018                   | Mexikói nagydíj    | Autódromo Hermanos Rodríguez       | Mexikóváros  | október 28.    | Mexikóváros   |
| 20      | Formula 1 Grande Prêmio Heineken do Brasil 2018        | Brazil nagydíj     | Autódromo José Carlos Pace         | São Paulo    | november 11.   | São Paulo     |
| 21      | Formula 1 2018 Etihad Airways Abu Dhabi Grand Prix     | Abu-Dzabi nagydíj  | Yas Marina Circuit                 | Abu-Dzabi    | november 25.   | Abu-Dzabi     |

## A szezon menete

### Ausztrál nagydíj

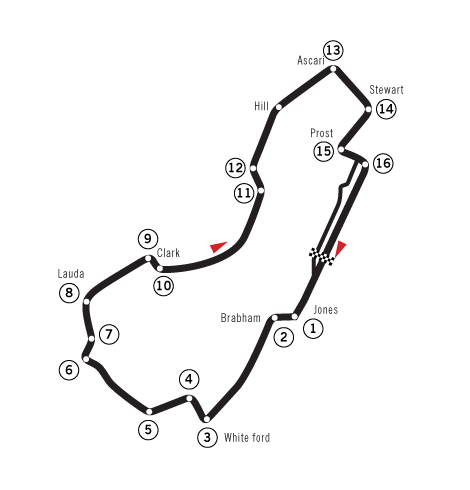
Melbourne Grand Prix Circuit

A szezon első versenyét, az ausztrál nagydíjat 2018. március 25-én rendezték meg az Albert Parkban, Melbourne-ben. A pályán egy kör 5,303 km, a verseny 58 körös volt.
A rajtrácson két hátrasorolás történt; Bottas a 15. helyről indult, miután az időmérő utolsó szakaszában összetörte autóját és váltót kellett cserélni a Mercedesében, Ricciardo pedig a piros zászlós szabályt szegte meg az egyik szabadedzésen, ő három hellyel hátrábbról, a 8. helyről rajtolt. A startot követően a pole pozícióból induló Hamilton megtartotta vezető helyét, míg Räikkönen is maga mögött tartotta csapattársát, Vettelt. A Haas két versenyzője, Magnussen és Grosjean a 4. és 6. helyen haladt az első kör végén. Az újonc Szirotkin az 5. körben fékhiba miatt állt ki, a következő körben pedig Ericsson is feladta a versenyt műszaki hiba miatt, ahogyan Gasly is néhány körrel később. A 10. körben a Magnussent üldöző Verstappen megpördült és több pozíciót veszített. A kerékcseréket a 19. körben Räikkönen kezdte, majd Hamilton követte. A két Haas a kerékcseréket követően egy körön belül fel kellett hogy adja a versenyt a rosszul rögzített kerekek miatt, Grosjean autója a pálya olyan szakaszán állt meg, hogy a versenyszervezők virtuális biztonsági autós időszakot írtak elő, majd beküldték a biztonsági autót. Vettel ezalatt, a 27. körben cserélt kereket és a sebességkorlátozás miatt lassan haladó Hamilton elé, az élre állt vissza. A 30. körben Vettel, Hamilton, Räikkönen, Ricciardo, Verstappen, Alonso, Hülkenberg és Vandoorne volt az első nyolc sorrendje. A 32. körben a biztonsági autó elengedte a mezőnyt, Vettel megtartotta első helyét Hamiltonnal szemben, míg Ricciardo Räikkönent támadta, de előzni nem tudott. A 43. körben Hamilton a motor felmelegedésére panaszkodott, az 5. helyért pedig egy Alonso, Verstappen, Hülkenberg, Bottas négyes harcolt. Hamilton utolérte ugyan Vettelt, azonban a 47. körben elfékezte a kilences kanyart és két másodpercet veszített. Hat körrel a vége előtt Vettel előnye 1,1 másodperc volt az élen. A verseny utolsó köreire a motorját kímélő brit nem üldözte tovább Vettelt, aki megnyerte az évadnyitó Ausztrál nagydíjat Hamilton, Räikkönen és Ricciardo előtt. Alonso, Verstappen, Hülkenberg, Bottas, Vandoorne és a verseny utolsó harmadában émelygéssel küzdő Sainz szerzett még pontot.
| Pozíció | #  | Pilóta           | Csapat/Motor |
| ------- | -- | ---------------- | ------------ |
| 1       | 5  | Sebastian Vettel | Ferrari      |
| 2       | 44 | Lewis Hamilton   | Mercedes     |
| 3       | 7  | Kimi Räikkönen   | Ferrari      |

### Bahreini nagydíj

Bahrain International Circuit

A szezon második versenye a bahreini nagydíj volt, amelyet 2018. április 8-án rendeztek meg Bahreinben, mesterséges fényviszonyok között. A pályán egy kör 5,412 km, a verseny 57 körös volt.
A rajtrácson ezúttal is történt hátrasorolás; Hamilton öt rajthelyes büntetést kapott, mert autójában váltót kellett cserélni. Az indulást követően Vettel megtartotta vezető helyét, Räikkönent azonban megelőzte Bottas, aki így feljött a második helyre. A második körben a Hamiltonnal harcoló Verstappen autója megsérült, ezért neki és az ugyanabban a körben a versenyt műszaki hiba miatt feladó csapattársának, Ricciardónak is befejeződött a Bahreini nagydíj. A holland ugyan még hosszas bokszutcai szerelést követően visszament a pályára, de a negyedik körben végleg kiállt a versenyből. Ricciardo leállása miatt virtuális biztonsági autós szakasz lépett életbe, miközben az 5. helyről rajtoló Gasly a negyedik helyen haladt. A negyedik kör végén zöld jelzést kapott a mezőny, Hamilton pedig megkezdte a felzárkózást az élmezőnyhöz. A 8. körben megelőzte Gaslyt, és már a negyedik helyre zárkózott a két Ferrari és csapattársa mögé. A kerékcserék a 11. körben kezdődtek, az 5-6. helyért pedig a Hülkenberg, Alonso, Magnussen hármas versenyzett. Vettel a 19. körben cserélt kereket, ekkor Bottas vette át a vezetést. A 25. körben, a kerékcserék nagy részét követően Vettel megelőzte a még gumikat nem váltó Hamiltont, és visszaállt a mezőny élére. A brit két körrel később állt ki, és a negyedik helyre állt vissza. A 34. körben, Räikkönen második kerékcseréje közben a bal hátsó abroncsát nem cserélték le, a finn pedig túl korán indult el, elsodorva a szerelőjét, akit lábtöréssel kellett kórházba vinni. A Ferrari versenyzője ezért a 3. helyről kellett hogy feladja a versenyt. A 40. körben Vettel, Bottas, Hamilton, Gasly, Magnussen, Ericsson, Hülkenberg, Alonso volt az első nyolc helyezett sorrendje. A futam hajrájához közeledve Bottas elkezdte ledolgozni hátrányát az élen álló Vetteltől. Az 54. körben érte utol a németet, majd egy körrel később már 1 másodpercen belülről a DRS segítségével támadhatta, de Vettel megvédte pozícióját és megnyerte a versenyt. Hamilton harmadik lett az élete legjobb helyezését elérő Gasly, Magnussen, Hülkenberg, Alonso, Vandoorne, a Sauberrel két pontot szerző Ericsson és Ocon előtt. A futam után megvizsgálták Pérez és Hartley felvezető körös incidensét, és úgy találták, hogy Pérez megelőzte Hartleyt-t a felvezető körön, az új-zélandi pedig nem vette vissza a körét időben a mexikóitól, így a boxutcából kellett volna rajtolnia. Mindketten 30 másodperces időbüntetést kaptak, így a többi célba érő mögé csúsztak vissza.
| Pozíció | #  | Pilóta           | Csapat/Motor |
| ------- | -- | ---------------- | ------------ |
| 1       | 5  | Sebastian Vettel | Ferrari      |
| 2       | 77 | Valtteri Bottas  | Mercedes     |
| 3       | 44 | Lewis Hamilton   | Mercedes     |

### Kínai nagydíj

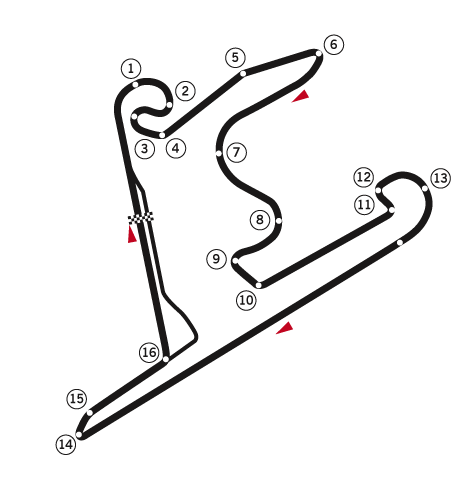
Sanghai International Circuit

A szezon harmadik versenye a kínai nagydíj volt, melyet 2018. április 15-én rendeztek meg Sanghajban. A pályán egy kör 5,451 km, a verseny 56 körös volt.
A rajtot követően az élről induló Vettel megtartotta vezető helyét, de a mögüle rajtoló Räikkönent Bottas és Verstappen is megelőzte. Ezt követően a futam első részében nem történetek jelentős helycserék, a tizedik körben Vettel, Bottas, Verstappen, Räikkönen, Hamilton, Ricciardo, Hülkenberg és Sainz volt az első nyolc versenyző sorrendje. Hamilton az ötödik helyen az autójára panaszkodott, amely szerinte egy törmelék miatt megsérülhetett. A 18. körben a két Red Bull pilóta egymást követően cserélt kereket Verstappen, Ricciardo sorrendben. Két körrel később Bottas is a bokszutcába hajtott új abroncsokért, majd egy körrel később Vettel is követte az élről. A Mercedes finn versenyzője a német bokszkiállását követően átvette a vezetést és meg is tartotta azt, köszönhetően gyors kivezető körének. A 31. körben a két Toro Rosso ütközött össze, a pályára pedig rengeteg apró törmelék került, ami miatt a következő körben be kellett küldeni a biztonsági autót. A helyzetre reagálva a két Red Bull versenyző ismét egymást követően cserélt kereket, majd amikor a biztonsági autó kiállt a mezőny elől, a friss lágy keverékű gumikon sokkal gyorsabb versenytempóban közeledtek az élen állókra. A 37. körben Ricciardo Räikkönent, a 41. körben pedig Hamiltont előzte meg, akit Verstappen is maga mögé utasított. Az ausztrál a 42. körben megelőzte a második helyen autózó Vettelt is, és elkezdte üldözni az élen álló Bottast. A 44. körben Verstappen túl agresszíven próbálta támadni Vettelt, így a két versenyző összeért és kiforgott, igaz mindketten folytatni tudták a futamot, annak ellenére, hogy a Ferrari sérülést is szenvedett, viszont mindketten pozíciókat veszítettek. A 45. körben Ricciardo megelőzte Bottast is és átvette a vezetést. A 46. körben hivatalossá vált, hogy a felelőtlen manőver miatt a holland 10 másodperces időbüntetést kapott a versenyfelügyelőktől, miközben a 48. körben újra megelőzte Hamiltont, és már a negyedik helyen haladt. Az 53. körben Hartley feladta a versenyt, ő volt ezen a futamon az egyetlen, aki erre kényszerült. Az 55. körben Alonso is megelőzte Vettelt, aki így már csak a nyolcadik pozícióban autózott. A futam utolsó köreiben Räikkönen hiába támadta Bottast, előzni nem tudott, így Ricciardo nyerte a kínai nagydíjat a két finn és Verstappen előtt, aki büntetése miatt az ötödik helyre esett vissza. Hamilton lett a negyedik, Hülkenberg a hatodik, Alonso a hetedik, Vettel a nyolcadik és pontot szerzett még Sainz, valamint Magnussen.
| Pozíció | #  | Pilóta           | Csapat/Motor       |
| ------- | -- | ---------------- | ------------------ |
| 1       | 3  | Daniel Ricciardo | Red Bull-TAG Heuer |
| 2       | 77 | Valtteri Bottas  | Mercedes           |
| 3       | 7  | Kimi Räikkönen   | Ferrari            |

### Azeri nagydíj

Baku City Circuit

A világbajnokság negyedik futama az azeri nagydíj volt, amelyet 2018. április 29-én rendeztek meg Bakuban, a városi Baku City Circuit versenypályán. A versenypályán egy kör 6,006 km, a verseny 51 körös volt.
A rajtot követően az élről induló Vettel megtartotta vezető helyét, azonban Räikkönen összeütközött Oconnal, aminek következtében a francia versenyzőnek fel kellett adnia a versenyt, csakúgy, mint Szirotkinnak, aki Alonsóval ért össze, a spanyol pilóta defektet is kapott. A balesetek következtében beküldték a biztonsági autót, amely a hatodik körig maradt kint a mezőny előtt. Az újraindításkor Vettel megőrizte pozícióját, miközben Ricciardót csapattársa, Verstappen és Sainz is megelőzte. A 7. körben Vettel előnye három és fél másodperc volt az élen, míg a 4-7. helyért a két Red Bull és Renault vívott egymással. A 11. körben Hülkenberg adta fel a versenyt defekt miatt, miután lehorzsolta a falat az egyik kanyarban. A 12. körben a két Red Bull vívott egymással és össze is értek, de Verstappen megtartotta a kedvezőbb pozícióját, miközben Räikkönen a 15. körre a nyolcadik helyre zárkózott fel. A kerékcseréket követően nem változott számottevően a sorrend, a 27. körben újra a két Red Bull harcolt egymással a 4-5. helyért, de Verstappen ezúttal is megtartotta a helyét. A 35. körben Ricciardo végül megelőzte holland csapattársát, míg Vettel kerékcseréjét követően Bottas vezette a futamot. A 40. körben Ricciardo újra megpróbált elmenni Verstappen mellett, aki elé került a bokszkiállását követően, de az ausztrál versenyző elfékezte magát, aminek következtében mindkét versenyző kiesett a versenyből. Újra pályára küldték a biztonsági autót, azonban a lassabb tempó ellenére Grosjean a falnak ütközött a 43. körben a Haasszal. A 47. körben a rossz pályaviszonyok és a sok törmelék miatt Hamilton a verseny leintését kérte Charlie Whiting versenyigazgatótól. A 48. körben a biztonsági autó elengedte a mezőnyt. Vettel egy előzési kísérlet közben elfékezte az első kanyart és visszaesett a negyedik helyre, majd Pérez is megelőzte, egy körrel később pedig az élen haladó Bottas kapott defektet, miután ráhajtott egy törmelékre, és kénytelen volt feladni a versenyt kevesebb mint két körrel annak vége előtt. A futamot végül Hamilton nyerte Räikkönen és Pérez előtt. Vettel negyedik lett, megelőzve Sainzot, a pályafutása első pontjait szerző Leclercet, Alonsót és Strollt. Az utolsó két pontszerző helyen Vandoorne és Hartley végzett.
| Pozíció | #  | Pilóta         | Csapat/Motor         |
| ------- | -- | -------------- | -------------------- |
| 1       | 44 | Lewis Hamilton | Mercedes             |
| 2       | 7  | Kimi Räikkönen | Ferrari              |
| 3       | 11 | Sergio Pérez   | Force India-Mercedes |

### Spanyol nagydíj

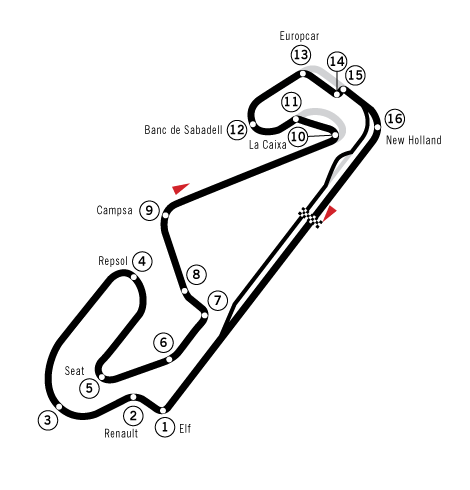
Circuit Catalunya

A világbajnokság ötödik versenyét, a spanyol nagydíjat 2018. május 13-án, Barcelonában rendezték meg. A pálya hossza 4,655 km, a verseny 66 körös volt.
A rajtot követően Vettel megelőzte a második helyről induló Bottast, míg Hamilton megtartotta vezető helyét. A mezőny középső harmadában Grosjean állt keresztbe a mezőny előtt, miután elveszítette uralmát autója felett, és két versenyző, a mögötte érkező Hülkenberg és Gasly is belerohant a Haas-Ferrariba. Mindhárman fel kellett hogy adják a versenyt, miközben pályára küldték a biztonsági autót. A hetedik körben folytatódhatott a verseny, ekkor a hazai pályán versenyző és a rajtnál visszaeső Alonso egy remek manőverrel előzte meg Ocont és jött fel a 10. helyre. Előtte a Sauberrel nagyszerűen rajtoló Leclerc haladt a 9. pozícióban. Az ezt követő körökben Hamilton egyre nagyobb előnyt autózott ki az élen, a 13. körben új pályacsúcsot autózva már hat másodperccel vezetett Vettel és Bottas előtt. A Ferrari német pilótája a 18. körben elsőként hajtott a bokszutcába kereket cserélni, őt két körrel később követte Bottas. A 22. körben esőfelhők tűntek fel a pálya felett és többen is jelezték a csapatrádiókon, hogy a pálya egyes pontjain esőcseppeket tapasztaltak. A 25. körben a harmadik helyen haladó Räikkönen adta fel a versenyt motorhiba miatt. A kerékcseréket követően a második helyre visszaeső Hamilton utolérte az ideiglenesen az élre álló Verstappent, aki a 35. körben szintén a bokszutcába hajtott, így a brit újra átvette a vezetést. A 36. körben Hamilton, Vettel, Bottas, Verstappen, Ricciardo, Magnussen, Sainz, Leclerc, Alonso volt az első kilenc sorrendje. A 40. körben Hamilton előnye már 13 másodperc volt Vettel előtt, amikor a 41. körben virtuális biztonsági autós figyelmeztetés lépett életbe, miután Ocon autója motorhiba miatt a pálya egy rossz pontján állt meg. A Ferrari ekkor kihívta egy második kerékcserére Vettelt, miközben az újraindítást követően Alonso újabb remek manőverrel lépett fel a 8. helyre, Leclercet megelőzve. A 48. körben Hamilton, Bottas, Verstappen, Vettel, Ricciardo, Magnussen, Sainz, Alonso, Leclerc, Pérez volt a pontszerzők sorrendje. Az utolsó körökben nem változott a sorrend, csupán Pérez előzte meg Leclercet, és mivel az eső sem érkezett meg a pálya fölé, így Hamilton magabiztos győzelmet szerzett Bottas, Verstappen és Vettel előtt. Rajtuk kívül Ricciardo, Magnussen, Sainz, Alonso, Pérez és Leclerc szerzett még pontot.
| Pozíció | #  | Pilóta          | Csapat/Motor       |
| ------- | -- | --------------- | ------------------ |
| 1       | 44 | Lewis Hamilton  | Mercedes           |
| 2       | 77 | Valtteri Bottas | Mercedes           |
| 3       | 33 | Max Verstappen  | Red Bull-TAG Heuer |

### Monacói nagydíj

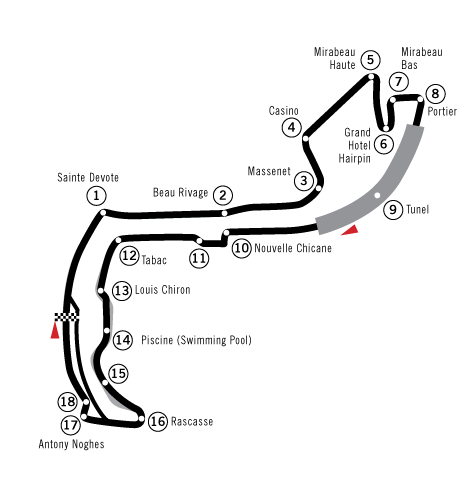
Circuit de Monaco

A világbajnokság hatodik versenyét, a monacói nagydíjat 2018. május 27-én, a monacói utcai pályán rendezték meg. A pályán egy kör 3,340 km, a verseny 78 körös volt.
A rajtot követően sikerült a mezőny tagjainak ütközés nélkül elindulni, az élen Ricciardo megtartotta első pozícióját Vettel és Hamilton előtt. A pénteki szabadedzésen az autóját összetörő, ezért az utolsó helyről induló Verstappen az első körben két helyet javított és megkezdte a felzárkózást. Az első körökben Ricciardo egyre nagyobb előnyt épített ki Vettellel szemben. Szirotkint a versenyfelügyelők az 5. körben vizsgálták, majd stop and go büntetéssel sújtották, mert a rajtrácson állva a megszabott időkereten belül sem rakták fel autójára a kiválasztott keverékű gumikat. A 7. körben Hamilton a harmadik helyen gumijaira panaszkodott, miközben a 8. körben Verstappen már Strollt előzte meg a 14. helyen. A kerékcseréket a 12. körben az élmezőnyből Hamilton kezdte, majd a 16. körben Vettel, egy körrel később pedig Ricciardo is új gumikra váltott. A 25. körre mindenki letudta a bokszkiállásokat, a sorrendben nem történt jelentős változás. A 29. körben Ricciardo a csapatrádióban a motorerő hiányára panaszkodott, majd miután jelentősen veszített a tempójából, Vettel egy másodpercen belülre zárkózott fel az ausztrálra. Az ezt követő körökben nem történt nagyobb változás a mezőnyben, az élen Ricciardo és Vettel magabiztosan őrizték első és második helyüket, miközben Hamilton továbbra is gumiproblémákra panaszkodott. A 43. körben Verstappen már a pontszerző 9. helyen autózott, a 46. körben pedig az élen álló öt versenyzőt mindössze 7,9 másodperc választotta el. Az 53. körben az első öt futam mindegyikén pontot szerző Alonso váltóprobléma miatt feladta a versenyt. Az 57. körben Verstappen Sainzot előzte meg egy remek manőverrel az alagútból kimenet, míg 10 körrel a vége előtt Ricciardo őrizte egy-másfél másodperces előnyét az élen, Hamilton azonban már leszakadva autózott a harmadik pozícióban. A 72. körben a sikánban a hazai pályán versenyző Leclerc szállt bele az előtte autózó Hartleyba, ami miatt mindketten kiestek a versenyből. A futam hátralevő részében már nem történt változás, Ricciardo nyert Vettel és Hamilton előtt. Pontot szerzett még Räikkönen, Bottas, Ocon, Gasly, Hülkenberg, Verstappen és Sainz.
| Pozíció | #  | Pilóta           | Csapat/Motor       |
| ------- | -- | ---------------- | ------------------ |
| 1       | 3  | Daniel Ricciardo | Red Bull-TAG Heuer |
| 2       | 5  | Sebastian Vettel | Ferrari            |
| 3       | 44 | Lewis Hamilton   | Mercedes           |

### Kanadai nagydíj

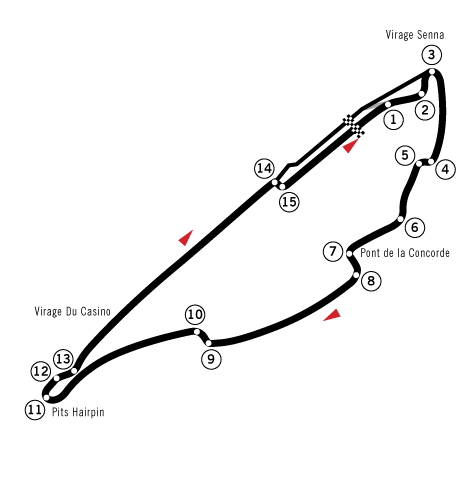
Circuit Gilles Villeneuve

A világbajnokság hetedik futamát, a kanadai nagydíjat 2018. június 10-én rendezték meg Montréalban. A versenypályán egy kör 4,361 km, a verseny eredetileg 70 körös volt, amely egy baki miatt 68 körösre módosult.
A rajtot követően az élről induló Vettel megtartotta vezető helyét, míg mögötte Valtteri Bottas és Verstappen kemény harcot vívtak a második pozícióért, de a Mercedes finn versenyzője is megtartotta második helyét a hollanddal szemben. A harmadik rajtsorban azonban helycsere történt, a 6. rajtkockából induló Ricciardo meg tudta előzni az előle rajtoló Räikkönent. A mezőny hátsó felében a hazai pályán versenyző Stroll elvesztette uralmát autója felett és nekicsúszott az őt előzni próbáló Hartleynak, aminek következtében egy látványos versenybalesetet követően mindketten kiestek a futamból. A versenyszervezők beküldték a biztonsági autót, amely a 4. körig maradt a pályán. Az újraindítást követően Verstappen újra támadta Bottast a 2-3. helyen, míg a mezőny középső harmadában Sainz lökte meg az emiatt megpördülő és több pozíciót vesztő Pérezt. A 9. körben a 300. nagydíjhétvégéjét teljesítő Alonso támadta a 10. helyen autózó Leclercet, de a monacói pilóta megvédte a pozícióját. A 10. körben Vettel, Bottas, Verstappen, Hamilton, Ricciardo, Räikkönen, Ocon, Hülkenberg, Sainz és Leclerc volt a pontszerzők sorrendje. A következő körben Ocon kezdte a kerékcseréket, az élmezőnyből Verstappen és Hamilton állt ki először a 15. körben. Ricciardo három körrel később állt ki a bokszutcába és sikerült Hamilton elé, a 4. helyre visszatérnie a mezőnybe. A következő körökben Bottas megpróbált Vettelhez közeledni, de a német őrizte előnyét. A két élen álló versenyző a 36. és 37. körben cserélt kereket, a sorrend kettőjük között nem változott. A 43. körben Alonso a kipufogórendszer meghibásodása miatt fel kellett hogy adja a jubileumi versenyét. Az 51. körben Vettel, Bottas, Verstappen, Ricciardo, Hamilton, Räikkönen, Hülkenberg, Sainz, Ocon és Leclerc autózott pontszerző helyen. A futam hátralevő részében nem történt jelentős változás, Bottas az 56. körben lecsúszott a pályáról annak egyik kanyarjában és leszakadt Vetteltől, de a harmadik helyen lévő Verstappen sem tudta a Mercedes finnjét támadni a második helyért. A verseny utolsó köre előtt ritka tévedés történt: egy helytelen versenybírói utasítás miatt a meghívott szupermodell, Winnie Harlow egy körrel korábban kezdte el lengetni a kockás zászlót, így a versenyszabályzat 43.2-es cikkelye alapján a hivatalos versenytáv 68 körre módosult, és az annak a végén fennálló eredményeket vették figyelembe. Az így 68 körös versenyt az 50. futamgyőzelmét szerző Vettel nyerte meg Bottas és Verstappen előtt. Pontot szerzett még Ricciardo, Hamilton, Räikkönen, Hülkenberg, Sainz, Ocon és Leclerc.
| Pozíció | #  | Pilóta           | Csapat/Motor       |
| ------- | -- | ---------------- | ------------------ |
| 1       | 5  | Sebastian Vettel | Ferrari            |
| 2       | 77 | Valtteri Bottas  | Mercedes           |
| 3       | 33 | Max Verstappen   | Red Bull-TAG Heuer |

### Francia nagydíj

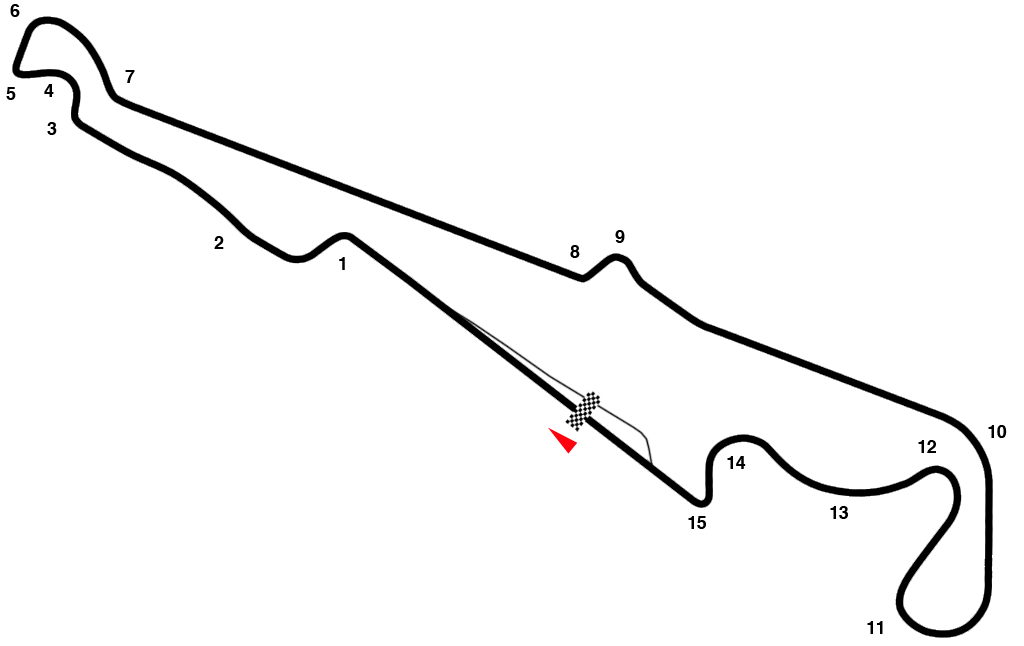
Circuit Paul Ricard

A világbajnokság nyolcadik futama a tíz év kihagyás után visszatérő francia nagydíj volt, amelyet 2018. június 24-én rendeztek meg Le Castelletben, a Circuit Paul Ricard versenypályán. A versenypályán egy kör 5,842 km, a verseny 53 körös volt.
A rajtot követően az első helyről induló Hamilton megtartotta pozícióját, de mögötte csapattársa, Bottas és a harmadik rajtkockából induló Vettel ütköztek, miután a német versenyző későn fékezett az egyik kanyarban és nem tudta elkerülni az ütközést a Mercedes finn pilótájával. Räikkönen is veszített néhány pozíciót, míg a hátrébb indulók közül a hazai pályán versenyző Gasly és Ocon ütközött. Utóbbi két versenyzőnek fel kellett adnia a futamot, pályára küldték a biztonsági autót. A 6. körben indulhatott újra a verseny, ekkor Hamilton, Verstappen, Sainz és Ricciardo volt a sorrend. Az autóján orrkúpot és kereket is cserélő Vettel a 14. helyen állt ekkor. A 7. körben a Sauberrel versenyző, és a 8. helyről rajtoló Leclercet Räikkönen előzte meg, miközben Hamilton az élen megfutotta a verseny leggyorsabb körét. A 9. körben Sainz elvesztette dobogós helyezését, miután Ricciardo megelőzte. Vettel öt másodperces büntetést kapott a rajtnál okozott ütközés miatt. A Ferrari két pilótája volt ebben a szakaszban a leggyorsabb a pályán, Räikkönen Sainzot előzte meg, Vettel pedig már a 8. helyen autózott a 14. körben. A 26. körben Hamilton, Ricciardo, Räikkönen, Verstappen, Vettel, Magnussen, Hülkenberg és Leclerc volt az első nyolc sorrendje. A 35. körre az élmezőnyben mindenki teljesítette a kerékcseréjét, a sorrendben nem történt számottevő változás. Az ezt követő körökben nem történt jelentős esemény, Vettel és Bottas még egy alkalommal a bokszutcába kellett hogy hajtsanak, míg Räikkönen a 48. körben megelőzte Ricciardót és fellépett a harmadik helyre. Az utolsó körökben Stroll kapott defektet, ami miatt virtuális biztonsági autós korlátozás lépett érvénybe. Ez már nem változtatott a verseny menetén, a futamot Hamilton nyerte meg Verstappen, Räikkönen, Ricciardo és Vettel előtt, pontot szerzett még Magnussen, Bottas, Sainz, Hülkenberg és Leclerc.
| Pozíció | #  | Pilóta         | Csapat/Motor       |
| ------- | -- | -------------- | ------------------ |
| 1       | 44 | Lewis Hamilton | Mercedes           |
| 2       | 33 | Max Verstappen | Red Bull-TAG Heuer |
| 3       | 7  | Kimi Räikkönen | Ferrari            |

### Osztrák nagydíj

Red Bull Ring

A világbajnokság kilencedik futamát, az osztrák nagydíjat 2018. július 1-jén rendezték meg Spielbergben. A versenypályán egy kör 4,326 km, a verseny 71 körös volt.
A rajtot követően a nagyszerűen induló Räikkönen beszúrt az első két helyről induló Mercedes-pilóta közé és feljött a második helyre. Az élről induló Bottast egy pillanatra Max Verstappen is megelőzte, de a finn visszavette pozícióját, míg Räikkönen elfékezte az első kanyart és visszaesett a negyedik helyre. A harmadik körben Hamilton, Bottas, Verstappen, Räikkönen, Ricciardo, Grosjean, Vettel volt az első hét sorrendje. Egy körrel később Vettel megelőzte Grosjeant, és Ricciardót vette üldözőbe. A 12. körben Nico Hülkenbergnek az újonnan fejlesztett MGU-H egységének meghibásodása miatt kellett feladnia a versenyt, majd a 14. körben Bottas váltóhiba miatt a második helyről volt kénytelen kiállni. Ezt követően az élmezőnyből többen kiálltak kereket cserélni, azonban a Mercedes késlekedése miatt az élen álló Hamilton taktikai hátrányba került. A 25. körben Hamilton, Verstappen, Ricciardo, Räikkönen, Vettel, Magnussen, Pérez, Grosjean, Ocon és Sainz autózott pontszerző helyen. A brit versenyző egy körrel később állt ki az élről a bokszutcába és a negyedik helyre tért vissza, az élen a két Red Bull-pilóta állt ekkor. A 33. körben Ricciardo, Räikkönen és Hamilton kis különbséggel követték egymást, míg Verstappen már öt másodperces előnyt autózott ki az élen. Egészen a 44. körig nem történt változás, ekkor Ricciardo újra a bokszutcába hajtott, Räikkönen pedig fellépett a második helyre. Hamilton folyamatosan a gumijainak állapota miatt elégedetlenkedett, ami miatt nem tudta támadni az előtte haladókat, majd az 53. körben újabb kerékcserét kellett megejtenie a Mercedes versenyzőjének. Az 54. körben Ricciardo váltóhiba miatt adta fel a versenyt, míg a 64. körben Hamilton autója is meghibásodott, a címvédő is feladta a versenyt. A futam hátralevő részében a két Ferrari autózta a leggyorsabb tempót, Räikkönen folyamatosan közeledett az élen álló Verstappenre, de a holland 1,8 másodperces előnnyel kezdte az utolsó kört. Räikkönen már nem tudott támadni, Verstappen nyert a két Ferrari-versenyző előtt, pontot szerzett még a szezon folyamán először a negyedik Grosjean, Magnussen, Ocon, Pérez, Alonso, Leclerc és Ericsson.
| Pozíció | #  | Pilóta           | Csapat/Motor       |
| ------- | -- | ---------------- | ------------------ |
| 1       | 33 | Max Verstappen   | Red Bull-TAG Heuer |
| 2       | 7  | Kimi Räikkönen   | Ferrari            |
| 3       | 5  | Sebastian Vettel | Ferrari            |

### Brit nagydíj

Silverstone Circuit

A tizedik versenyt, a brit nagydíjat Silverstone-ban rendezték meg 2018. július 8-án. A pályán egy kör 5,891 km, a verseny 52 körös volt.
Az élről induló és hazai pályán versenyző Hamilton rajtja nem sikerült jól, Vettel átvette a vezetést, míg a brit pilóta Räikkönennel is összeütközött és visszaesett a mezőny végére. Hamilton ezt követően megkezdte a felzárkózást, annak ellenére, hogy a csapatrádión folyamatosan autójának sérülésére panaszkodott. A címvédő a 6. körben már a pontszerző 10. helyen autózott, miután megelőzte Alonsót és Magnussent. A következő körökben Sainzot, Ocont és Leclercet is megelőzte, így a kilencedik körben már a 8. volt, 26 másodperces hátrányban a versenyt vezető Vettel mögött. Räikkönent a versenyfelügyelők hibásnak találták a Hamiltonnal való ütközésért és 10 másodperces büntetést róttak ki a finnre, aki ezt a 14. körben megejtett kerékcseréjekor töltötte le. A 20. körben a hatodik helyen haladó Leclercnek a kerékcseréje közben rosszul rögzítették a jobb hátsó kerekét, így a monacói újoncnak fel kellett adnia a versenyt. A kerékcserék az élmezőnyben a 22. körre értek véget, Vettel továbbra is vezetett Bottas és Hamilton előtt. A brit a 26. körben állt ki a bokszutcába és a 6. pozícióba állt vissza. A 33. körben Ericsson szenvedett balesetet, ami miatt pályára kellett küldeni a biztonsági autót. Ezt kihasználva többen is túlestek második kerékcseréjükön, így Vettel és Verstappen is. A 38. körben újraindították a versenyt, de szinte azonnal újra be kellett küldeni a biztonsági autót, miután Grosjean és Sainz ütközött össze és csapódott a pálya melletti gumifalba. A 41. körben újraindították a versenyt és tíz körrel a vége előtt Vettel támadta Bottast az első helyért, míg Räikkönen Hamiltonhoz és Verstappenhez került egyre közelebb. A 43. körben sikerült megelőznie a hollandot, aki előbb megpörgött, néhány kör múlva pedig fel kellett hogy adja a futamot fékhiba miatt. Az élen eközben Vettel és Bottas nagy és látványos harcot vívott a vezető helyért, végül a német a 47. körben vette át a vezetést. Bottas egy körrel később elengedte Hamiltont, a 49. körben pedig Räikkönen is megelőzte. Az utolsó körre Vettel 2,5 másodperces előnyét megtartotta Hamilton előtt, és Räikkönen sem tudta már támadni a britet. Bottas lett a negyedik, Ricciardo az ötödik, pontot szerzett még Hülkenberg, Ocon, Alonso, Magnussen és Gasly (utóbbit azonban a verseny után megbüntették a Pérez elleni manőveréért, ezzel a mexikói lett hivatalosan az utolsó pontszerző).
| Pozíció | #  | Pilóta           | Csapat/Motor |
| ------- | -- | ---------------- | ------------ |
| 1       | 5  | Sebastian Vettel | Ferrari      |
| 2       | 44 | Lewis Hamilton   | Mercedes     |
| 3       | 7  | Kimi Räikkönen   | Ferrari      |

### Német nagydíj

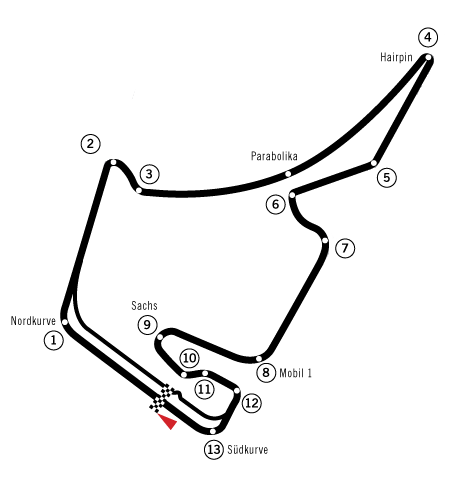
Hockenheimring

Az évad tizenegyedik versenyét, a német nagydíjat 2018. július 22-én rendezték meg a Hockenheimringen. A pályán egy kör 4,574 km, a verseny 67 körös volt.
A rajtot követően nem történt változás az élmezőnyben, Vettel megőrizte vezető helyét Bottas és Räikkönen előtt. Utóbbit Verstappen támadta az első kanyarokban, de a holland nem tudott előzni. Hamilton csak a tizennegyedik helyről rajtolhatott autójának az időmérő edzés második szakaszában történt technikai meghibásodása miatt, míg Ricciardo autójába új MGU-K-t, akkumulátort és vezérlőelektronikát szereltek be, ezért csak a 19. helyről kezdhette meg a versenyt. Mindkét versenyző hamar megkezdte a felzárkózást, Hamilton a 6. körben már 9., Ricciardo a 8. körben 15. volt. A brit versenyző a 14. körben már az ötödik helyen autózott, miután megelőzte Hülkenberget is, eközben Vettel az élen már 3,6 másodperccel vezetett Bottas előtt. Az élmezőnyből Räikkönen állt ki először kerékcserére a 15. körben. A következő körökben Vettel tovább növelte előnyét Bottasszal szemben, miközben a 21. körben Ricciardo is a már pontszerző kilencedik helyre tört előre. Érdekesség, hogy a 22. körben ért hivatalosan a szezon féltávjához a mezőny, ami a versenykörök számát illeti. Az ezt követő időszakban a mezőny többsége végrehajtotta a kerékcseréjét, Vettel a 26. körben állt ki az élről, a vezetést pedig csapattársa vette át. A 29 körben Ricciardónak kellett feladni a versenyt, miután a Red Bull egy újabb technikai probléma miatt megállt. A 33. körben Räikkönen, Vettel, Hamilton, Bottas, Verstappen, Magnussen, Hülkenberg, Grosjean, Pérez és Ericsson volt a pontszerzők sorrendje. A 39. körben a Ferrari csapatutasításának köszönhetően az élen autózó Räikkönen elengedte Vettelt, miközben több csapat előrejelzése szerint eső közeledett a pálya fölé. A 43. körben kezdett el annyira vizes lenni a pálya, hogy többen a bokszutcába hajtottak köztes esőgumikért. Így tett Alonso, Leclerc és Verstappen is, míg Gasly esőgumikat tetetett fel az autójára. Ez túl bátor vállalkozásnak bizonyult, ugyanis az eső rövid ideig áztatta az így hamar száradó pályát, taktikailag a kereket nem cserélők kerültek előnybe. Az 52. körben az élen álló és hazai pályán versenyző Vettel hibázott és csúszott ki a pályáról, bele az azt körülvevő gumifalba. Ekkor Räikkönen állt az élre, azonban a kereket nem cserélő Hamilton csak 5 tizedmásodperces hátránnyal követte. A Vettel kicsúszásakor beküldött biztonsági autó az 58. körben állt ki a mezőny elől, és ekkor már a Bottas–Hamilton páros vezetett, miután a Ferrari kihívta Räikkönent kerékcserére. Az újraindítást követően a brit többször támadta, majd meg is előzte csapattársát, akit a csapata rádióutasításban megkért, ne támadja az élre kerülő címvédőt a verseny hátralevő köreiben. A 63. körben a pontszerző helyen autózó Sainz kapott tíz másodperces időbüntetést, mert a biztonsági autós szakasz alatt előzött. A futamot végül Hamilton nyerte meg Bottas és Räikkönen előtt, pontot szerzett még Verstappen, Hülkenberg, Grosjean, Pérez, Ocon, Ericsson és Hartley. A futamot követően Hamiltont a sportfelügyelők beidézték meghallgatásra a bokszutca bejáratánál, és az onnan való visszatérés közbeni manővere miatt – elhagyta a pálya nyomvonalát – de végül csak megrovásban részesítették, így a brit megtarthatta győzelmét és visszavette a vezetést Vetteltől a pontversenyben.
| Pozíció | #  | Pilóta          | Csapat/Motor |
| ------- | -- | --------------- | ------------ |
| 1       | 44 | Lewis Hamilton  | Mercedes     |
| 2       | 77 | Valtteri Bottas | Mercedes     |
| 3       | 7  | Kimi Räikkönen  | Ferrari      |

### Magyar nagydíj

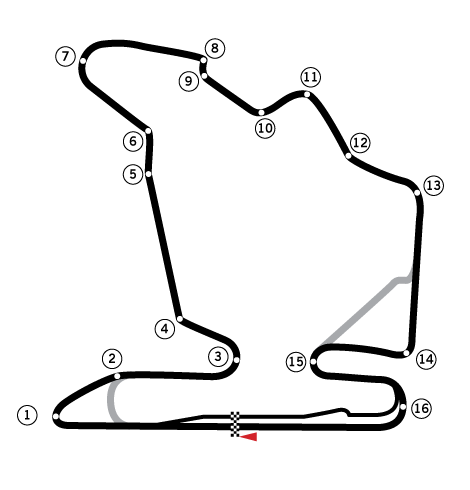
Hungaroring

A világbajnokság tizenkettedik futamát, a magyar nagydíjat 2018. július 29-én rendezték meg a Hungaroringen, Mogyoródon. A pályán egy kör 4,381 km, a verseny 70 körös volt.
A rajtot követően a pole pozícióból rajtoló Hamilton megtartotta vezető helyét, csakúgy, mint Bottas a második helyét. Őt az első kanyarban a két Ferrari támadta, de előzni nem tudtak, míg a negyedik helyről induló Vettel megelőzte csapattársát, Räikkönent. Az ötödik helyről startoló Sainz elrontotta a rajtot, őt Gasly és Magnussen is megelőzte, míg Charles Leclerc fel kellett hogy adja a versenyt autója meghibásodása miatt. Az első körökben Hamilton ellépett a mögötte haladóktól, míg az ötödik helyen autózó Verstappennek már a 6. körben fel kellett adnia a futamot műszaki hiba miatt. Hamilton a 10. körben már közel öt másodperccel vezetett, miközben a 12. helyről induló Ricciardo egy körrel később megelőzte Grosjeant, és már a pontot érő 10. helyen autózott. A 15. körben a sorrend Hamilton, Bottas, Vettel, Räikkönen, Gasly, Magnussen, Sainz, Ricciardo, Hartley, Hülkenberg volt a pontszerző helyeken. Az élmezőnyből ekkor Räikkönen állt ki először kereket cserélni, majd őt követte Bottas, miközben Ricciardo egyre feljebb küzdötte magát a mezőnyben. A 22. körben Hamilton, Vettel, Bottas, Räikkönen, Gasly, Ricciardo, Magnussen, Sainz, Hartley, Hülkenberg volt az első tíz helyezett sorrendje. Hamilton a 25. körben cserélt kereket, ekkor Vettel vette át a vezetést. Az ezt követő időszak eseménytelenül telt, az élmezőnyben állandósultak a versenyzők közti távolságok. Vettel 13 másodperces előnnyel vezetett, azonban ő még kerékcseréje előtt állt. A 33. körben Räikkönen támadta Bottast a harmadik helyért, azonban nem tudta megelőzni honfitársát. Gasly a 33. körben állt ki a bokszutcába a hatodik helyről, és oda is állt vissza a Toro Rossóval. A 39. körben Räikkönen másodszor is kereket cserélt, majd Vettel is letudta a kötelező kiállást és a harmadik helyre állt vissza, Bottas mögé, miután a kerékcseréjét kis mértékben elrontották. A 47. körben Hamilton, Bottas, Vettel, Räikkönen, Ricciardo, Gasly, Magnussen, Alonso, Vandoorne, Sainz volt a pontszerzők sorrendje. A verseny utolsó harmadában a két Ferrari volt a leggyorsabb a pályán, ám miközben Hamilton biztos előnyt épített ki az élen, Bottas körökön át maga mögött tartotta Vettelt és Räikkönent. Végül a verseny 65. körében Vettel megpróbálkozott az előzéssel, és egy látványos manőverrel Bottas elé került, a két autó összeért, aminek következtében mindkét versenyző sérült autóval folytatta, Bottas mellett pedig Räikkönen is elment. A 68. körre Ricciardo is utolérte Bottast, aki az ausztrál előzésekor nem hagyott elég helyet, aminek újbóli ütközés lett a következménye. Mindketten tudták folytatni és Ricciardo az utolsó körben maga mögé utasította a finnt. A futamot Hamilton nyerte Vettel és Räikkönen előtt. Negyedik lett Ricciardo, ötödik Bottas. Pontot szerzett még Gasly, Magnussen, Alonso, Sainz és Grosjean.
| Pozíció | #  | Pilóta           | Csapat/Motor |
| ------- | -- | ---------------- | ------------ |
| 1       | 44 | Lewis Hamilton   | Mercedes     |
| 2       | 5  | Sebastian Vettel | Ferrari      |
| 3       | 7  | Kimi Räikkönen   | Ferrari      |

### Belga nagydíj

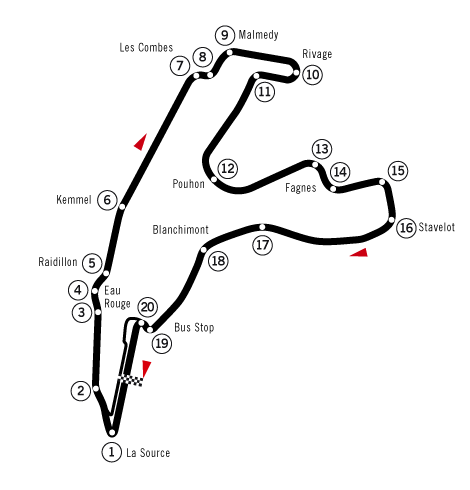
Circuit de Spa-Francorchamps

A tizenharmadik versenyt, a belga nagydíjat 2018. augusztus 26-án rendezték meg Spában. A pályán egy kör 7,004 km, a verseny 44 körös volt.
A rajtot követően az élről induló Hamiltont megelőzte a második rajtkockából induló Vettel, míg a mezőny középső részében egy nagy, többszereplős baleset történt, aminek következtében azonnal be kellett küldeni a biztonsági autót. Hülkenberg mért fel rosszul egy féktávot, aminek következtében hátulról beleszaladt az előtte haladó Alonsóba, akinek a McLarenje átrepült Charles Leclerc Sauberje felett. Sérülés nem történt, de mindhárom versenyzőnek fel kellett adnia a versenyt. Az első kanyarokban történt ütközések következtében Räikkönen defektet kapott, Ricciardo autójának a hátsó terelőszárnya törött le, a büntetés miatt a mezőny végéről rajtoló Bottas pedig Szergej Szirotkinnal ütközött, neki az első vezetőszárnya sérült meg. A biztonsági autó a 4. körben állt ki a mezőny elől és bár Hamilton majdnem visszavette az első helyet, Vettel kivédekezte a támadást, majd fokozatosan ellépett riválisa elől. A futam elején Verstappen volt az egyik leggyorsabb, a 7. körben Ocont, majd a tizedikben Pérezt is megelőzte. A Force India ezen a versenyen indult először a csapatot érintő csődeljárást és a tulajdonosváltást követően, immár új névvel és tulajdonosi háttérrel, versenyzői pedig a harmadik és negyedik helyről indulva a futamon is magabiztos teljesítményt nyújtva autóztak az élmezőnyben. A 11. körben Räikkönen feladta a versenyt. A 16. körben Bottas már a pontszerző kilencedik helyen haladt, miután megelőzte Ericssont. Hamilton a futam felénél, a 22. körben cserélt kereket, Vettel pedig egy körrel később járt a bokszutcában, a sorrend az élen haladó páros között változatlan maradt. A 30. körben Ricciardo is feladta a versenyt. A futam ezen szakaszában Vettel tartotta előnyét Hamiltonnal szemben, míg a mezőnyben Bottas volt a leggyorsabb, a 32. körben már az ötödik Ocont támadta, aki mellett végül a 37. körben tudott elmenni. Bottas öt körrel később a negyedik helyezett Pérezt is megelőzte. A futamot Vettel nyerte Hamilton és Verstappen előtt, Bottas negyedik, Pérez és Ocon pedig ötödik és hatodik lett a két Force Indiával. Pontot szerzett még Grosjean és Magnussen, valamint Gasly és Ericsson.
| Pozíció | #  | Pilóta           | Csapat/Motor       |
| ------- | -- | ---------------- | ------------------ |
| 1       | 5  | Sebastian Vettel | Ferrari            |
| 2       | 44 | Lewis Hamilton   | Mercedes           |
| 3       | 33 | Max Verstappen   | Red Bull-TAG Heuer |

### Olasz nagydíj

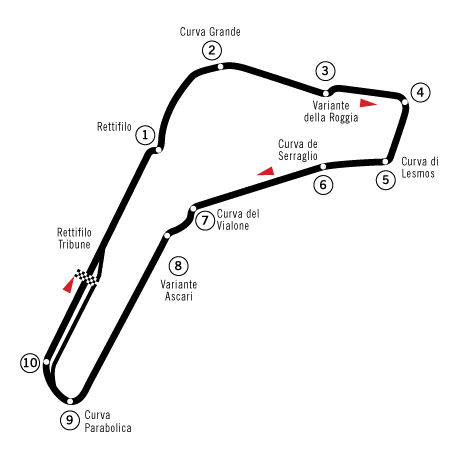
Autodromo Nazionale Monza

A tizennegyedik versenyt, az olasz nagydíjat 2018. szeptember 2-án rendezték meg Monzában. A pályán egy kör 5,793 km, a verseny 53 körös volt.
Az első rajtkockát új pályacsúccsal és minden idők leggyorsabb Formula–1-es körével megszerző Räikkönen a rajtot követően megtartotta pozícióját, azonban a mögüle induló csapattársa, Vettel és bajnoki riválisa, Hamilton összeértek a négyes kanyarban, aminek következtében a német versenyző a mezőny végére esett vissza. A 18. helyről kellett kiállnia, miután autója első vezetőszárnya is megsérült, valamint új gumikat is kapott, miközben beküldték a biztonsági autót, miután Hartley összeért az egyik Sauberrel, és kiesett a versenyből rögtön a rajtnál. Hamilton és Vettel esetét a sportfelügyelők versenybalesetnek minősítették, így egyik versenyző sem kapott büntetést. A biztonsági autó a 4. körben állt ki a mezőny elől, Hamilton pedig megpróbálta megelőzni Räikkönent, azonban a finn visszaverte a címvédő próbálkozásait, miután Hamilton egy manővere után azonnal visszaelőzte a Mercedes versenyzőjét. A 8. körben Vettel már Ricciardót támadta a 14. helyen, a 10. körben pedig már a pontszerző tizedik helyen autózott. Ezt követően Pérezt érte utol, akit a 18. körben tudott maga mögé utasítani. Alonso a 9. körben műszaki hiba miatt feladta a futamot. Räikkönen a 20. körben állt ki kereket cserélni, Hamilton azonban kinn maradt a pályán és további nyolc kört teljesített az élen, mielőtt ő is a bokszutcába hajtott volna. A Mercedes előzési kísérlete ennek ellenére nem sikerült, a brit csak Räikkönen mögé tudott visszatérni kerékcseréjét követően. A 24. körben Vettel már az ötödik volt, miután Ocont is megelőzte. Egy körrel később Ricciardo motorhiba miatt kellett hogy feladja a futamot. Vettel a 38. körben másodszor is a bokszutcába hajtott új gumikért, míg az élmezőnyből legkésőbb a stratégiai okok miatt pályán tartott Bottas állt ki új gumikért. A 40. körben Räikkönen, Hamilton, Verstappen, Bottas, Vettel, Grosjean, Ocon, Pérez, Hülkenberg és Sainz volt az első tíz sorrendje. A következő körökben Verstappen és Bottas csatázott a harmadik helyért és a 43. körben össze is ért a két autó. A szabálytalannak vélt védekezési manőver miatt Verstappent később 5 másodperces időbüntetéssel sújtották a sportfelügyelők. Az élen haladó Räikkönen gumijai a futam utolsó köreire teljesen elfogytak és bár a finn hősiesen védekezett, Hamilton egy látványos manőverrel a 45. körben átvette a vezetést és megnyerte a nagydíjat Räikkönen és Verstappen előtt. A holland a büntetése miatt végül az ötödik helyre esett vissza, Bottas és Vettel mögé. Pontot szerzett még Grosjean, Ocon, Pérez, Sainz és Stroll. Hamilton előnye 30 pontosra nőtt a pontversenyben Vettellel szemben. A verseny után a Renault óvást nyújtott be Grosjean Haas-Ferrarija ellen, amit az FIA megvizsgált, és úgy találták, hogy szabálytalan az autó padlólemeze, így kizárták a francia pilótát a futamról. Ezzel a 7. helyen célba érő Ocon és az összes mögötte végző pilóta egy helyet előrelépett a futam hivatalos végeredménylistáján, így Szirotkin is megszerezte Formula–1-es pályafutása első világbajnoki pontját.
| Pozíció | #  | Pilóta          | Csapat/Motor |
| ------- | -- | --------------- | ------------ |
| 1       | 44 | Lewis Hamilton  | Mercedes     |
| 2       | 7  | Kimi Räikkönen  | Ferrari      |
| 3       | 77 | Valtteri Bottas | Mercedes     |

### Szingapúri nagydíj

Singapore Street Circuit

A tizenötödik versenyt, a szingapúri nagydíjat 2018. szeptember 16-án éjszaka rendezték meg Szingapúrban. A pályán egy kör 5,063 km, a verseny 61 körös volt.
A rajtot követően az élről induló Hamilton megtartotta vezető helyét, a második helyről rajtoló Verstappent azonban megelőzte Vettel. A mezőny középső harmadában az egymással csatázó Force Indiák összeértek, aminek következtében Ocon a pályát szegélyező szalagkorlátnak ütközött. A francia versenyző feladta a futamot, miközben beküldték a biztonsági autót. A biztonsági autó a 4. körben állt ki a mezőny elől, de az élen nem történt változás az újraindulást követően. Az első három helyen haladó versenyző nem tudott elszakadni egymástól, mögöttük azonban leszakadva következett az újabb üldöző hármas, amelynek Bottas, Räikkönen és Ricciardo volt tagja. A 12. körre Hamilton növelni tudta előnyét Vettellel szemben, a 15. körben pedig megkezdődtek a kerékcserék. Elsőként a Ferrari németje hajtott új abroncsokért, őt követte egy körrel később Hamilton, majd a 18. körben Verstappen. A holland a Red Bull jól működő taktikájának következtében megelőzte Vettelt és előrelépett a második helyre. Räikkönen a 23. körben cserélt kereket, ekkor Ricciardo vette át a vezetést. Az ausztrál a 28. körben hajtott a bokszutcába, míg a 9–10. pontszerző helyekért Gasly és Leclerc vívott látványos csatát. Ezt követően a versenyzők közti távolságok nem változtak, a 37. körben azonban Verstappen felzárkózott Hamiltonra, ami részben a lekörözendő versenyzők által okozott forgalomnak is köszönhető volt. A holland megpróbálta ugyan az előzést, de a brit megvédte pozícióját. A futam harmadik harmadában eseménytelenül teltek a körök, az élen álló hármas mögött Bottas, Räikkönen és Ricciardo követték egymást minimális távolságra, de helycsere itt sem történt. A futamot Hamilton nyerte meg Verstappen előtt, ezzel 40 pontra növelte előnyét összetettben a versenyben harmadik helyezett Vettel előtt. Bottas negyedik, Räikkönen ötödik, Ricciardo hatodik lett, pontot szerzett még Alonso, Sainz, Leclerc és Hülkenberg.
| Pozíció | #  | Pilóta           | Csapat/Motor       |
| ------- | -- | ---------------- | ------------------ |
| 1       | 44 | Lewis Hamilton   | Mercedes           |
| 2       | 33 | Max Verstappen   | Red Bull-TAG Heuer |
| 3       | 5  | Sebastian Vettel | Ferrari            |

### Orosz nagydíj

Sochi Autodrom

A világbajnokság tizenhatodik versenyét, az orosz nagydíjat 2018. szeptember 30-án rendezték meg Szocsiban. A pályán egy kör 5,853 km, a verseny 53 körös volt.
A szezon során második alkalommal az élről induló Bottas a rajtot követően megtartotta pozícióját, csakúgy, mint a mögüle rajtoló csapattársa, Hamilton, akit Vettel megpróbált megelőzni, de a brit versenyző visszaverte az előzési kísérletet. Nagyszerűen rajtolt még Leclerc, aki látványos manőverrel előzte meg Magnussent és fellépett az ötödik helyre, valamint a mezőny végéről induló Verstappen is, aki több helyet is javított az indulást követően. A holland versenyző az első körökben sokkal gyorsabb volt, mint a mezőny többi tagja és látványos előzéseket bemutatva a 3. körben már pontszerző helyen autózott. A 6. körre a futam elején megforgó mindkét Toro Rosso pilótának fel kellett adnia a futamot, hasonló műszaki hiba miatt. Az élmezőnyből Bottas cserélt elsőként kerekeket, ő a 13. körben, Vettel pedig egy körrel később hajtott a bokszutcába, míg Hamilton a 15. körben kapott új abroncsokat. A brit versenyző kiállása után ugyan Vettel mögé ért vissza a pályára, azonban szinte azonnal megelőzte riválisát és visszavette a pozícióját, miközben ideiglenesen Räikkönen vezette a futamot Verstappen előtt. A finn a 19. körben állt ki új gumikért, ekkor a holland vette át a vezetést. A 25. körben Bottas csapata kérésére elengedte a mögötte autózó csapattársát, akit Vettel egyre jobban megközelített. A 31. körben Verstappen, Hamilton, Bottas, Vettel, Räikkönen, Ricciardo, Hülkenberg, Leclerc, Magnussen és Pérez volt a pontszerzők sorrendje. Ezt követően a futam utolsó harmada eseménytelenül telt, a 40. körre Hamilton teljesen felzárkózott az élen Verstappenre, aki csak a 44. körben állt ki, hogy túlessen a kötelező kerékcserén. Ezt követően nem változott a sorrend az élmezőnyben, a futamot Hamilton nyerte Bottas és Vettel előtt. A címvédő brit pilóta előnye az összetettben öt futammal a szezon vége előtt ötven pontra nőtt Vettel előtt. Pontot szerzett még Räikkönen, Verstappen, Ricciardo, Leclerc, Magnussen, Ocon és Pérez.
| Pozíció | #  | Pilóta           | Csapat/Motor |
| ------- | -- | ---------------- | ------------ |
| 1       | 44 | Lewis Hamilton   | Mercedes     |
| 2       | 77 | Valtteri Bottas  | Mercedes     |
| 3       | 5  | Sebastian Vettel | Ferrari      |

### Japán nagydíj

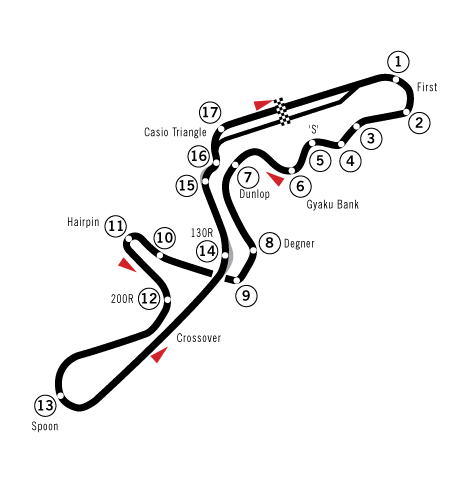
Suzuka Circuit

A tizenhetedik versenyt, a japán nagydíjat 2018. október 7-én rendezték meg Szuzukában. A pályán egy kör 5,807 km, a verseny 53 körös volt.
A rajtot követően az élről induló Hamilton megőrizte vezető helyét, csakúgy mint csapattársa, Bottas a második pozícióját. Vettel a szombati időmérő utolsó szakaszában hibázott az esőben vizessé vált pályán, így csak a nyolcadik helyről kezdhette meg a futamot, de a rajtot követően rögtön három pozíciót javított és az ötödik helyen haladt. A második körben Verstappen és Räikkönen ütköztek össze, miután előbbi szabálytalanul leszorította a pályáról a Ferrari versenyzőjét. A versenyfelügyelő bizottság később öt másodperces időbüntetést rótt ki a holland versenyzőre. Az esetet követően nagy mennyiségű törmelék került a pályára, ezért beküldték a biztonsági autót, amely a 8. kör végéig maradt a pályán. Egy körrel később Vettel túl optimistán mérte fel helyzetét és egy elhamarkodott előzési kísérlet végén ütközött Verstappennel, aminek következtében a mezőny végére esett vissza a negyedik helyről, miközben a mezőny középső részében a két Sauber versenyző, Leclerc és Ericsson is egymással koccant, miután a svéd hátulról nekiment a monacói újoncnak. Räikkönen cserélt elsőként az élmezőnyből kereket, a verseny 18. körében. Bottas a 24., az élen álló Hamilton a 25. körben hajtott a bokszutcába. Vettelnek két körrel később kellett kiállnia, és csak a 16. helyre ért vissza a mezőnybe, ennek ellenére a 34. körre a 6. helyre zárkózott fel kerékcseréjét követően. Leclerc a 41. körben autója meghibásodása miatt adta fel a futamot, aminek következtében virtuális biztonsági autós szakasz lépett érvénybe, a 43. körig. A futam hajrájában Verstappen a harmadik helyen autózva egyre jobban megközelítette a második Bottast, de támadni nem tudta a finn versenyzőt. A futamot Hamilton nyerte Bottas és Vertappen előtt, Ricciardo negyedik, Räikkönen ötödik lett. Pontot szerzett még Vettel, Pérez, Grosjean, Ocon és Sainz.
| Pozíció | #  | Pilóta          | Csapat/Motor       |
| ------- | -- | --------------- | ------------------ |
| 1       | 44 | Lewis Hamilton  | Mercedes           |
| 2       | 77 | Valtteri Bottas | Mercedes           |
| 3       | 33 | Max Verstappen  | Red Bull-TAG Heuer |

### Amerikai nagydíj

Circuit of the Americas

A tizennyolcadik versenyt, az amerikai nagydíjat 2018. október 21-én rendezték meg Austinban. A pályán egy kör 5,513 km, a verseny 56 körös volt.
A rajtot követően az élről induló Hamiltont megelőzte Räikkönen, míg az ötödik helyről startoló Vettel összeütközött Ricciardóval és visszaesett a mezőny végére, a 15. helyre. Stroll szintén a rajtot követően ütközött össze Alonsóval, aminek következtében a spanyolnak fel kellett adnia a versenyt, a kanadait pedig a 6. körben büntette az eset miatt a sportfelügyelőség. A mezőny hátsó részéről, a 18 helyről rajtoló Verstappen a 6. körre már 11 helyet javítva a 7. pozícióban autózott, miközben Vettel is megkezdte a felzárkózást. A 8. körre a holland már 5., Vettel 8. volt. A 9. körben technikai hiba miatt Ricciardo feladta a versenyt, virtuális biztonsági autós szakasz következett. Hamilton a 12. körben állt ki először kereket cserélni, miközben Räikkönen továbbra is a pályán maradt egyre jobban elhasználódó gumijain. A brit versenyző a friss szett abroncsain egyre jobban visszazárkózott a finnre, és miután utolérte, többször is megpróbálta előzni a Ferrari versenyzőjét, aki azonban nagyszerűen védekezett és megtartotta pozícióját, egészen a 21. kör végéig, amikor ő is a bokszutcába hajtott friss abroncsokért. Mindeközben a mezőny összerázódott, a kerékcseréket követően pedig Verstappen megelőzte Bottast, miközben Vettel elengedte maga mellett a győzelemért harcoló, ekkor második, ám taktikai előnyben lévő Räikkönent. A 36. körre az élen haladó Hamiltonnak kezdtek elhasználódni a gumijai, emiatt pedig előnye is egyre inkább csökkent Räikkönen előtt. A címvédő a 37. körben állt ki másodszor is a bokszutcába, majd a 4. helyre állt vissza a versenybe. Bottas hamarosan elengedte csapattársát, a 40. körben Räikkönen, Verstappen és Hamilton volt az első három helyezett sorrendje, míg a negyedik helyezett Bottasra Vettel kezdett el felzárkózni, miután a finn Mercedesén is elkezdtek elhasználódni a gumik. A 49. körben Räikkönen, Verstappen, Hamilton, Bottas, Vettel, Hülkenberg, Sainz, Ocon, Magnussen és Pérez autózott pontszerző helyen, az első három versenyzőt három másodperc választotta el egymástól. Végül az 55. körben, miután Verstappen elfékezte az egyik kanyart, Hamilton megpróbálkozott az előzéssel, de nem tudta maga mögé utasítania a hollandot. Mindeközben Vettel megelőzte Bottast és a 4. helyre lépve életben tartotta matematikai esélyeit a világbajnoki címre. A futamot Räikkönen nyerte Verstappen és Hamilton előtt, Vettel negyedik, Bottas ötödik lett. Pontot szerzett még Hülkenberg, Sainz, Ocon, Magnussen és Pérez, ám a verseny után Ocont és Magnussent szabálytalan üzemanyag-használat miatt kizárták, így az utolsó két pontszerző helyen hivatalosan Hartley és Ericsson végzett.
| Pozíció | #  | Pilóta         | Csapat/Motor       |
| ------- | -- | -------------- | ------------------ |
| 1       | 7  | Kimi Räikkönen | Ferrari            |
| 2       | 33 | Max Verstappen | Red Bull-TAG Heuer |
| 3       | 44 | Lewis Hamilton | Mercedes           |

### Mexikói nagydíj

Autódromo Hermanos Rodríguez

A szezon tizenkilencedik versenyét, a mexikói nagydíjat 2018. október 28-án rendezték meg Mexikóvárosban. A pályán egy kör 4,304 km hosszú, a verseny 71 körös volt.
A pole-pozícióból rajtoló Ricciardo elrontotta a startot, autója majdnem lefulladt, így a második helyről induló Verstappen és a harmadikról rajtoló Hamilton is megelőzte. A mezőny hátsó felében Ocon és Hartley ütköztek, mindkettőjüknek ki kellett állni a bokszutcába. Az ötödik körben motorhiba miatt Alonsónak fel kellett adni a versenyt. A 12. körben az élen haladók közül a két Mercedes versenyző cserélt először gumikat, Hamilton az 5., Bottas a 8. helyre állt vissza. A hazai pályán induló Pérez jó formában versenyzett, több látványos előzést is bemutatott, a 15. körben pedig Ericssont megelőzve a 7. helyre lépett előre. A 20. körben Verstappen, Hamilton, Ricciardo, Vettel, Bottas, Räikkönen és Pérez volt az első hét sorrendje. Kilenc körrel később Hamilton a szuperlágy gumijainak kopására panaszkodott. Sainz a 31. körben technikai okok miatt állt ki, Vettel pedig utolérte, majd a 34. körben meg is előzte Ricciardót és fellépett a harmadik helyre. A német versenyző a 39. körre utolérte az abroncsait teljesen elhasználó Hamiltont, akit aztán meg is előzött, miután a brit elfékezte az egyik kanyart és elhagyta a pálya vonalát. A 41. körben Péreznek fel kellett adnia hazai versenyét. Az 50. körre az élmezőnyből mindenki túl volt második kerékcseréjén is, Verstappen vezetett Ricciardo és Vettel előtt. A 62. körben Ricciardo motorhiba miatt a második helyről kellett hogy feladja a futamot. A futam hátralevő köreiben érdemi változás nem történt a sorrendben, Verstappen nyerte a mexikói nagydíjat Vettel és Räikkönen előtt. Pontot szerzett még Hamilton, Bottas, Hülkenberg, Leclerc, Vandoorne, Ericsson és Gasly. Hamilton ezzel az eredménnyel matematikailag is bebiztosította ötödik világbajnoki címét.
| Pozíció | #  | Pilóta           | Csapat/Motor       |
| ------- | -- | ---------------- | ------------------ |
| 1       | 33 | Max Verstappen   | Red Bull-TAG Heuer |
| 2       | 5  | Sebastian Vettel | Ferrari            |
| 3       | 7  | Kimi Räikkönen   | Ferrari            |

### Brazil nagydíj

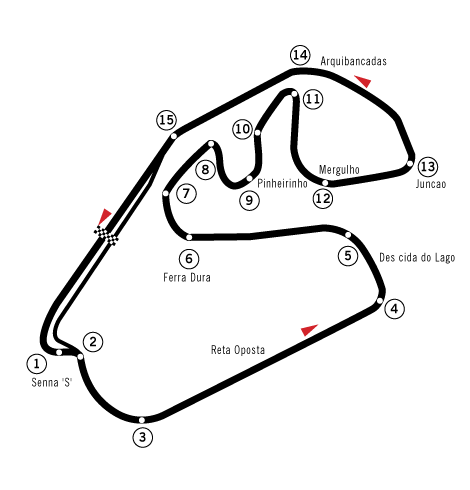
Autódromo José Carlos Pace

A szezon huszadik versenyét, a brazil nagydíjat 2018. november 11-én rendezték meg Interlagosban. A pályán egy kör 4,309 km, a verseny 71 körös volt.
Az első rajtkockából induló Hamilton megtartotta vezető helyét a rajtot követően, a második helyről rajtoló Vettelt azonban megelőzte Bottas. A második körben Verstappen megelőzte Räikkönent és előrelépett a negyedik helyre. Két körrel később a holland és a finn versenyző is megelőzte Vettelt, aki így az ötödik pozícióba esett vissza. Verstappen az ezt követő körökben is gyors tempót diktált és a 10. körben Bottast is megelőzve már a második helyen haladt. A 15. körben Hamilton, Verstappen, Bottas, Räikkönen, Vettel, Ricciardo volt az első hat helyezett sorrendje. Az élmezőnyből először Bottas állt ki kereket cserélni, ő a 19. körben hajtott a bokszutcába, egy körrel később pedig csapattársa, Hamilton is követte. A 25. körben Verstappen, Räikkönen, Vettel, Ricciardo, Hamilton, Leclerc, Grosjean, Bottas, Magnussen és Pérez autózott pontszerző helyen. A 28. körben Vettel is kereket cserélt, négy körrel később pedig Räikkönen is új abroncsokat kapott. A finn versenyző ugyan csapattársa mögé érkezett vissza a pályára, azonban a csapat utasításának megfelelően Vettel elengedte a pontversenyben a dobogós helyért küzdő, és a versenyben jobb tempót autózó finnt. Verstappen a 36. körben állt ki a bokszutcába és bár ezt követően a második helyre állt vissza, mindössze négy körön belül utolérte és megelőzte a vezetést ideiglenesen átvevő Hamiltont. A Red Bull mindkét versenyzője jó tempót autózott, ekkor ők voltak a leggyorsabbak a mezőnyben, a tizenegyedik helyről rajtoló Ricciardo a 42. körben Vettelt támadta az ötödik pozícióért. Két körrel később Verstappen összeütközött a lekörözött Oconnal, aminek következtében megpörgött és elveszítette vezető helyét. Az 54. körben Vettel másodszor is kereket cserélt, miközben a sportfelügyelőség a Verstappen elleni manőverért stop and go áthajtásos büntetésben részesítette Ocont, aki így a mezőny végére esett vissza. A futam utolsó köreiben a Red Bull két versenyzője egyaránt közel került az előtte haladó Hamiltonhoz, illetve Räikkönenhez, de előzni már egyikőjük sem tudott, így nem változott már az élmezőny sorrendje. Hamilton nyerte meg a brazil nagydíjat Verstappen, Räikkönen és Ricciardo előtt. Pontot szerzett még Bottas, Vettel, Leclerc, Grosjean, Magnussen és Pérez. A Mercedes sorozatban ötödször szerezte meg a konstruktőri bajnoki címet.
| Pozíció | #  | Pilóta         | Csapat/Motor       |
| ------- | -- | -------------- | ------------------ |
| 1       | 44 | Lewis Hamilton | Mercedes           |
| 2       | 33 | Max Verstappen | Red Bull-TAG Heuer |
| 3       | 7  | Kimi Räikkönen | Ferrari            |

### Abu-dzabi nagydíj

Yas Island Circuit

A világbajnokság huszonegyedik, egyben utolsó versenyét, az abu-dzabi nagydíjat 2018. november 25-én rendezték meg Abu Dzabiban. A pályán egy kör 5,554 km, a verseny 55 körös volt.
Az élről rajtoló Hamilton megtartotta vezető helyét, csakúgy, mint a mellőle induló csapattársa és a mögüle rajtoló két Ferrari-versenyző. Verstappen azonban rossz rajtját követően egészen a tizedik helyig esett vissza a hatodik rajtkockából indulva. Már az első körben be kellett küldenie a versenyigazgatóságnak a biztonsági autót, miután Hülkenberg ért össze Grosjeannal, a német pedig látványos balesetet szenvedett és autójával fejtetőre állva vágódott a pályát övező bukófalba. Hülkenberg sértetlenül szállt ki a Renault-ból, a biztonsági autó pedig a negyedik körben kiállt a mezőny elől és újraindult a verseny. Ekkor Hamilton, Bottas, Vettel, Räikkönen, Leclerc, Ricciardo, Grosjean, Ocon, Pérez és Verstappen volt a pontszerzők sorrendje, de két körrel később Verstappen és Leclerc is látványos előzéssel lépett előbbre egy-egy pozíciót. A 7. körben Räikkönen technikai hiba miatt feladta utolsó ferraris versenyét, virtuális biztonsági autós szakasz lépett életbe. Ekkor többen is a bokszutcába hajtottak kerékcserére, de az élmezőnyből Bottas a 17., Vettel egy körrel előbb, Verstappen pedig egy körrel később állt ki friss abroncsokért. A 24. körre egyedül Ricciardo nem állt ki kerékcserére, ekkor ő állt az élen Hamilton, Bottas és Vettel előtt. Az ausztrál egészen a 34. körig kinn maradt a pályán, majd bokszkiállását követően Hamilton, Bottas, Vettel és Verstappen mögé állt vissza az ötödik helyre. A 37. körben Bottast előbb Vettel, majd a 39. körben Verstappen is megelőzte. Az ezt követően újabb kerékcserén áteső finn az ötödik helyre csúszott vissza. Tíz körrel a futam vége előtt Hamilton, Vettel, Verstappen volt az első három sorrendje. A 47. körben Ocon a két pontot érő kilencedik helyről adta fel a versenyt motorhiba miatt, csakúgy, mint egy körrel később a szintén pontszerző pozícióban autózó Gasly, valamint a verseny korábbi szakaszában az utolsó Formula–1-es futamát teljesítő Ercisson. A hátralevő körökben változás már nem történt, a szezonzáró versenyt Hamiton nyerte meg Vettel és Verstappen előtt. Ricciardo 100. és egyben utolsó Red Bullos futamán a negyedik lett. Ez volt Ricciardo 150. Formula–1-es nagydíja. Pontot szerzett még Bottas, Sainz, Leclerc, Pérez, Grosjean és Magnussen. A visszavonulását korábban bejelentő kétszeres világbajnok Fernando Alonso a 11. helyen fejezte be utolsó versenyét. Hamilton a szezon folyamán összesen 408 világbajnoki pontot gyűjtött, ez új rekord a sportág történetében (a korábbi csúcsot Sebastian Vettel tartotta 397 ponttal, 2013-ból).
| Pozíció | #  | Pilóta           | Csapat/Motor       |
| ------- | -- | ---------------- | ------------------ |
| 1       | 44 | Lewis Hamilton   | Mercedes           |
| 2       | 5  | Sebastian Vettel | Ferrari            |
| 3       | 33 | Max Verstappen   | Red Bull-TAG Heuer |

## Nagydíjak
| #  | Nagydíj            | Pole pozíció     | Leggyorsabb kör  | Győztes pilóta   | Győztes konstruktőr | A nap versenyzője | Összefoglaló | Listavezető      | Előny |
| -- | ------------------ | ---------------- | ---------------- | ---------------- | ------------------- | ----------------- | ------------ | ---------------- | ----- |
| 1  | Ausztrál nagydíj   | Lewis Hamilton   | Daniel Ricciardo | Sebastian Vettel | Ferrari             | Fernando Alonso   | Összefoglaló | Sebastian Vettel | 7     |
| 2  | Bahreini nagydíj   | Sebastian Vettel | Valtteri Bottas  | Sebastian Vettel | Ferrari             | Pierre Gasly      | Összefoglaló | Sebastian Vettel | 17    |
| 3  | Kínai nagydíj      | Sebastian Vettel | Daniel Ricciardo | Daniel Ricciardo | Red Bull-TAG Heuer  | Daniel Ricciardo  | Összefoglaló | Sebastian Vettel | 9     |
| 4  | Azeri nagydíj      | Sebastian Vettel | Valtteri Bottas  | Lewis Hamilton   | Mercedes            | Charles Leclerc   | Összefoglaló | Lewis Hamilton   | 4     |
| 5  | Spanyol nagydíj    | Lewis Hamilton   | Daniel Ricciardo | Lewis Hamilton   | Mercedes            | Lewis Hamilton    | Összefoglaló | Lewis Hamilton   | 17    |
| 6  | Monacói nagydíj    | Daniel Ricciardo | Max Verstappen   | Daniel Ricciardo | Red Bull-TAG Heuer  | Daniel Ricciardo  | Összefoglaló | Lewis Hamilton   | 14    |
| 7  | Kanadai nagydíj    | Sebastian Vettel | Max Verstappen   | Sebastian Vettel | Ferrari             | Sebastian Vettel  | Összefoglaló | Sebastian Vettel | 1     |
| 8  | Francia nagydíj    | Lewis Hamilton   | Valtteri Bottas  | Lewis Hamilton   | Mercedes            | Sebastian Vettel  | Összefoglaló | Lewis Hamilton   | 14    |
| 9  | Osztrák nagydíj    | Valtteri Bottas  | Kimi Räikkönen   | Max Verstappen   | Red Bull-TAG Heuer  | Max Verstappen    | Összefoglaló | Sebastian Vettel | 1     |
| 10 | Brit nagydíj       | Lewis Hamilton   | Sebastian Vettel | Sebastian Vettel | Ferrari             | Lewis Hamilton    | Összefoglaló | Sebastian Vettel | 8     |
| 11 | Német nagydíj      | Sebastian Vettel | Lewis Hamilton   | Lewis Hamilton   | Mercedes            | Lewis Hamilton    | Összefoglaló | Lewis Hamilton   | 17    |
| 12 | Magyar nagydíj     | Lewis Hamilton   | Daniel Ricciardo | Lewis Hamilton   | Mercedes            | Daniel Ricciardo  | Összefoglaló | Lewis Hamilton   | 24    |
| 13 | Belga nagydíj      | Lewis Hamilton   | Valtteri Bottas  | Sebastian Vettel | Ferrari             | Sebastian Vettel  | Összefoglaló | Lewis Hamilton   | 17    |
| 14 | Olasz nagydíj      | Kimi Räikkönen   | Lewis Hamilton   | Lewis Hamilton   | Mercedes            | Kimi Räikkönen    | Összefoglaló | Lewis Hamilton   | 30    |
| 15 | Szingapúri nagydíj | Lewis Hamilton   | Kevin Magnussen  | Lewis Hamilton   | Mercedes            | Max Verstappen    | Összefoglaló | Lewis Hamilton   | 40    |
| 16 | Orosz nagydíj      | Valtteri Bottas  | Valtteri Bottas  | Lewis Hamilton   | Mercedes            | Max Verstappen    | Összefoglaló | Lewis Hamilton   | 50    |
| 17 | Japán nagydíj      | Lewis Hamilton   | Sebastian Vettel | Lewis Hamilton   | Mercedes            | Daniel Ricciardo  | Összefoglaló | Lewis Hamilton   | 67    |
| 18 | Amerikai nagydíj   | Lewis Hamilton   | Lewis Hamilton   | Kimi Räikkönen   | Ferrari             | Max Verstappen    | Összefoglaló | Lewis Hamilton   | 70    |
| 19 | Mexikói nagydíj    | Daniel Ricciardo | Valtteri Bottas  | Max Verstappen   | Red Bull-TAG Heuer  | Max Verstappen    | Összefoglaló | Lewis Hamilton   | 64    |
| 20 | Brazil nagydíj     | Lewis Hamilton   | Valtteri Bottas  | Lewis Hamilton   | Mercedes            | Max Verstappen    | Összefoglaló | Lewis Hamilton   | 81    |
| 21 | Abu-dzabi nagydíj  | Lewis Hamilton   | Sebastian Vettel | Lewis Hamilton   | Mercedes            | Fernando Alonso   | Összefoglaló | Lewis Hamilton   | 88    |

## Eredmények

### Versenyzők
Pontozás:
| Helyezés | 1. | 2. | 3. | 4. | 5. | 6. | 7. | 8. | 9. | 10. | 11–20. |
| -------- | -- | -- | -- | -- | -- | -- | -- | -- | -- | --- | ------ |
| Pont     | 25 | 18 | 15 | 12 | 10 | 8  | 6  | 4  | 2  | 1   | 0      |

(Félkövér: pole-pozíció, dőlt: leggyorsabb kör, a színkódokról részletes információ itt található)

| Helyezés | Versenyző         | Rajt- szám | AUS | BHR | CHN | AZE | ESP | MON | CAN | FRA | AUT | GBR | GER | HUN | BEL | ITA | SIN | RUS | JPN | USA | MEX | BRA | UAE | Pont |
| -------- | ----------------- | ---------- | --- | --- | --- | --- | --- | --- | --- | --- | --- | --- | --- | --- | --- | --- | --- | --- | --- | --- | --- | --- | --- | ---- |
| 1.       | Lewis Hamilton    | 44         | 2   | 3   | 4   | 1   | 1   | 3   | 5   | 1   | Ki  | 2   | 1   | 1   | 2   | 1   | 1   | 1   | 1   | 3   | 4   | 1   | 1   | 408  |
| 2.       | Sebastian Vettel  | 5          | 1   | 1   | 8   | 4   | 4   | 2   | 1   | 5   | 3   | 1   | Ki  | 2   | 1   | 4   | 3   | 3   | 6   | 4   | 2   | 6   | 2   | 320  |
| 3.       | Kimi Räikkönen    | 7          | 3   | Ki  | 3   | 2   | Ki  | 4   | 6   | 3   | 2   | 3   | 3   | 3   | Ki  | 2   | 5   | 4   | 5   | 1   | 3   | 3   | Ki  | 251  |
| 4.       | Max Verstappen    | 33         | 6   | Ki  | 5   | Ki  | 3   | 9   | 3   | 2   | 1   | 15† | 4   | Ki  | 3   | 5   | 2   | 5   | 3   | 2   | 1   | 2   | 3   | 249  |
| 5.       | Valtteri Bottas   | 77         | 8   | 2   | 2   | 14† | 2   | 5   | 2   | 7   | Ki  | 4   | 2   | 5   | 4   | 3   | 4   | 2   | 2   | 5   | 5   | 5   | 5   | 247  |
| 6.       | Daniel Ricciardo  | 3          | 4   | Ki  | 1   | Ki  | 5   | 1   | 4   | 4   | Ki  | 5   | Ki  | 4   | Ki  | Ki  | 6   | 6   | 4   | Ki  | Ki  | 4   | 4   | 170  |
| 7.       | Nico Hülkenberg   | 27         | 7   | 6   | 6   | Ki  | Ki  | 8   | 7   | 9   | Ki  | 6   | 5   | 12  | Ki  | 13  | 10  | 12  | Ki  | 6   | 6   | Ki  | Ki  | 69   |
| 8.       | Sergio Pérez      | 11         | 11  | 16  | 12  | 3   | 9   | 12  | 14  | Ki  | 7   | 10  | 7   | 14  | 5   | 7   | 16  | 10  | 7   | 8   | Ki  | 10  | 8   | 62   |
| 9.       | Kevin Magnussen   | 20         | Ki  | 5   | 10  | 13  | 6   | 13  | 13  | 6   | 5   | 9   | 11  | 7   | 8   | 16  | 18  | 8   | Ki  | Kiz | 15  | 9   | 10  | 56   |
| 10.      | Carlos Sainz Jr.  | 55         | 10  | 11  | 9   | 5   | 7   | 10  | 8   | 8   | 12  | Ki  | 12  | 9   | 11  | 8   | 8   | 17  | 10  | 7   | Ki  | 12  | 6   | 53   |
| 11.      | Fernando Alonso   | 14         | 5   | 7   | 7   | 7   | 8   | Ki  | Ki  | 16† | 8   | 8   | 16† | 8   | Ki  | Ki  | 7   | 14  | 14  | Ki  | Ki  | 17  | 11  | 50   |
| 12.      | Esteban Ocon      | 31         | 12  | 10  | 11  | Ki  | Ki  | 6   | 9   | Ki  | 6   | 7   | 8   | 13  | 6   | 6   | Ki  | 9   | 9   | Kiz | 11  | 15  | Ki  | 49   |
| 13.      | Charles Leclerc   | 16         | 13  | 12  | 19  | 6   | 10  | 18† | 10  | 10  | 9   | Ki  | 15  | Ki  | Ki  | 11  | 9   | 7   | Ki  | Ki  | 7   | 7   | 7   | 39   |
| 14.      | Romain Grosjean   | 8          | Ki  | 13  | 17  | Ki  | Ki  | 15  | 12  | 11  | 4   | Ki  | 6   | 10  | 7   | Kiz | 15  | 11  | 8   | Ki  | 16  | 8   | 9   | 37   |
| 15.      | Pierre Gasly      | 10         | Ki  | 4   | 18  | 12  | Ki  | 7   | 11  | Ki  | 11  | 13  | 14  | 6   | 9   | 14  | 13  | Ki  | 11  | 12  | 10  | 13  | Ki  | 29   |
| 16.      | Stoffel Vandoorne | 2          | 9   | 8   | 13  | 9   | Ki  | 14  | 16  | 12  | 15† | 11  | 13  | Ki  | 15  | 12  | 12  | 16  | 15  | 11  | 8   | 14  | 14  | 12   |
| 17.      | Marcus Ericsson   | 9          | Ki  | 9   | 16  | 11  | 13  | 11  | 15  | 13  | 10  | Ki  | 9   | 15  | 10  | 15  | 11  | 13  | 12  | 10  | 9   | Ki  | Ki  | 9    |
| 18.      | Lance Stroll      | 18         | 14  | 14  | 14  | 8   | 11  | 17  | Ki  | 17† | 14  | 12  | Ki  | 17  | 13  | 9   | 14  | 15  | 17  | 14  | 12  | 18  | 13  | 6    |
| 19.      | Brendon Hartley   | 28         | 15  | 17  | 20† | 10  | 12  | 19† | Ki  | 14  | Ki  | Ki  | 10  | 11  | 14  | Ki  | 17  | Ki  | 13  | 9   | 14  | 11  | 12  | 4    |
| 20.      | Szergej Szirotkin | 35         | Ki  | 15  | 15  | Ki  | 14  | 16  | 17  | 15  | 13  | 14  | Ki  | 16  | 12  | 10  | 19  | 18  | 16  | 13  | 13  | 16  | 15  | 1    |
| Helyezés | Versenyző         | Rajt- szám | AUS | BHR | CHN | AZE | ESP | MON | CAN | FRA | AUT | GBR | GER | HUN | BEL | ITA | SIN | RUS | JPN | USA | MEX | BRA | UAE | Pont |

Megjegyzés:
- † – Nem fejezte be a futamot, de rangsorolva lett, mert teljesítette a versenytáv 90%-át.

### Konstruktőrök
| Helyezés | Csapat                            | Rajt- szám | AUS | BHR | CHN | AZE | ESP | MON | CAN | FRA | AUT | GBR | GER | HUN | BEL | ITA | SIN | RUS | JPN | USA | MEX | BRA | UAE | Pont   |
| -------- | --------------------------------- | ---------- | --- | --- | --- | --- | --- | --- | --- | --- | --- | --- | --- | --- | --- | --- | --- | --- | --- | --- | --- | --- | --- | ------ |
| 1.       | Mercedes                          | 44         | 2   | 3   | 4   | 1   | 1   | 3   | 5   | 1   | ki  | 2   | 1   | 1   | 2   | 1   | 1   | 1   | 1   | 3   | 4   | 1   | 1   | 655    |
| 1.       | Mercedes                          | 77         | 8   | 2   | 2   | 14† | 2   | 5   | 2   | 7   | ki  | 4   | 2   | 5   | 4   | 3   | 4   | 2   | 2   | 5   | 5   | 5   | 5   | 655    |
| 2.       | Ferrari                           | 5          | 1   | 1   | 8   | 4   | 4   | 2   | 1   | 5   | 3   | 1   | ki  | 2   | 1   | 4   | 3   | 3   | 6   | 4   | 2   | 6   | 2   | 571    |
| 2.       | Ferrari                           | 7          | 3   | ki  | 3   | 2   | ki  | 4   | 6   | 3   | 2   | 3   | 3   | 3   | ki  | 2   | 5   | 4   | 5   | 1   | 3   | 3   | ki  | 571    |
| 3.       | Red Bull-TAG Heuer                | 3          | 4   | ki  | 1   | ki  | 5   | 1   | 4   | 4   | ki  | 5   | ki  | 4   | ki  | ki  | 6   | 6   | 4   | ki  | ki  | 4   | 4   | 419    |
| 3.       | Red Bull-TAG Heuer                | 33         | 6   | ki  | 5   | ki  | 3   | 9   | 3   | 2   | 1   | 15† | 4   | ki  | 3   | 5   | 2   | 5   | 3   | 2   | 1   | 2   | 3   | 419    |
| 4.       | Renault                           | 27         | 7   | 6   | 6   | ki  | ki  | 8   | 7   | 9   | ki  | 6   | 5   | 12  | ki  | 13  | 10  | 12  | ki  | 6   | 6   | ki  | ki  | 122    |
| 4.       | Renault                           | 55         | 10  | 11  | 9   | 5   | 7   | 10  | 8   | 8   | 12  | ki  | 12  | 9   | 11  | 8   | 8   | 17  | 10  | 7   | ki  | 12  | 6   | 122    |
| 5.       | Haas-Ferrari                      | 8          | ki  | 13  | 17  | ki  | ki  | 15  | 12  | 11  | 4   | ki  | 6   | 10  | 7   | kiz | 15  | 11  | 8   | ki  | 16  | 8   | 9   | 93     |
| 5.       | Haas-Ferrari                      | 20         | ki  | 5   | 10  | 13  | 6   | 13  | 13  | 6   | 5   | 9   | 11  | 7   | 8   | 16  | 18  | 8   | ki  | kiz | 15  | 9   | 10  | 93     |
| 6.       | McLaren-Renault                   | 2          | 9   | 8   | 13  | 9   | ki  | 14  | 16  | 12  | 15† | 11  | 13  | ki  | 15  | 12  | 12  | 16  | 15  | 11  | 8   | 14  | 14  | 62     |
| 6.       | McLaren-Renault                   | 14         | 5   | 7   | 7   | 7   | 8   | ki  | ki  | 16† | 8   | 8   | 16† | 8   | ki  | ki  | 7   | 14  | 14  | ki  | ki  | 17  | 11  | 62     |
| 7.       | Racing Point Force India-Mercedes | 11         |     |     |     |     |     |     |     |     |     |     |     |     | 5   | 7   | 16  | 10  | 7   | 8   | ki  | 10  | 8   | 52     |
| 7.       | Racing Point Force India-Mercedes | 31         |     |     |     |     |     |     |     |     |     |     |     |     | 6   | 6   | ki  | 9   | 9   | kiz | 11  | 15  | ki  | 52     |
| 8.       | Sauber-Ferrari                    | 9          | ki  | 9   | 16  | 11  | 13  | 11  | 15  | 13  | 10  | ki  | 9   | 15  | 10  | 15  | 11  | 13  | 12  | 10  | 9   | ki  | ki  | 48     |
| 8.       | Sauber-Ferrari                    | 16         | 13  | 12  | 19  | 6   | 10  | 18† | 10  | 10  | 9   | ki  | 15  | ki  | ki  | 11  | 9   | 7   | ki  | ki  | 7   | 7   | 7   | 48     |
| 9.       | Toro Rosso-Honda                  | 10         | ki  | 4   | 18  | 12  | ki  | 7   | 11  | ki  | 11  | 13  | 14  | 6   | 9   | 14  | 13  | ki  | 11  | 12  | 10  | 13  | ki  | 33     |
| 9.       | Toro Rosso-Honda                  | 28         | 15  | 17  | 20† | 10  | 12  | 19† | ki  | 14  | ki  | ki  | 10  | 11  | 14  | ki  | 17  | ki  | 13  | 9   | 14  | 11  | 12  | 33     |
| 10.      | Williams-Mercedes                 | 18         | 14  | 14  | 14  | 8   | 11  | 17  | ki  | 17† | 14  | 12  | ki  | 17  | 13  | 9   | 14  | 15  | 17  | 14  | 12  | 18  | 13  | 7      |
| 10.      | Williams-Mercedes                 | 35         | ki  | 15  | 15  | ki  | 14  | 16  | 17  | 15  | 13  | 14  | ki  | 16  | 12  | 10  | 19  | 18  | 16  | 13  | 13  | 16  | 15  | 7      |
| KIZ[1]   | Force India-Mercedes              | 11         | 11  | 16  | 12  | 3   | 9   | 12  | 14  | ki  | 7   | 10  | 7   | 14  |     |     |     |     |     |     |     |     |     | 0 (59) |
| KIZ[1]   | Force India-Mercedes              | 31         | 12  | 10  | 11  | ki  | ki  | 6   | 9   | ki  | 6   | 7   | 8   | 13  |     |     |     |     |     |     |     |     |     | 0 (59) |
| Helyezés | Csapat                            | Rajt- szám | AUS | BHR | CHN | AZE | ESP | MON | CAN | FRA | AUT | GBR | GER | HUN | BEL | ITA | SIN | RUS | JPN | USA | MEX | BRA | UAE | Pont   |

Megjegyzés:
- † — Nem fejezte be a futamot, de rangsorolva lett, mert teljesítette a versenytáv 90%-át.
- ↑ 1:  – A csapatot kizárták a konstruktőri világbajnokságból, konstruktőri pontjaikat lenullázták (az egyéni pontversenyben a pilóták megtarthatták addig szerzett pontjaikat). A belga nagydíjtól Racing Point Force India néven indultak.[112]

### Időmérő edzések
Színmagyarázat:
| Helyezés | Pole pozíció | A Q3-ba jutott | Kiesett a Q2-ben | Kiesett a Q1-ben | Nem kvalifikált | Nem vett részt |
| -------- | ------------ | -------------- | ---------------- | ---------------- | --------------- | -------------- |
| Színkód  | 1.           | 2–10.          | 11–15.           | 16–20.           | nk              | ni             |

| Helyezés | Versenyző         | Rajt- szám | AUS | BHR | CHN | AZE | ESP | MON | CAN | FRA | AUT | GBR | GER | HUN | BEL | ITA | SIN | RUS | JPN | USA | MEX | BRA | UAE |
| -------- | ----------------- | ---------- | --- | --- | --- | --- | --- | --- | --- | --- | --- | --- | --- | --- | --- | --- | --- | --- | --- | --- | --- | --- | --- |
| 1.       | Lewis Hamilton    | 44         | 1   | 4†  | 4   | 2   | 1   | 3   | 4   | 1   | 2   | 1   | 14  | 1   | 1   | 3   | 1   | 2   | 1   | 1   | 3   | 1   | 1   |
| 2.       | Sebastian Vettel  | 5          | 3   | 1   | 1   | 1   | 3   | 2   | 1   | 3   | 3†  | 2   | 1   | 4   | 2   | 2   | 3   | 3   | 9   | 2†  | 4   | 2   | 3   |
| 3.       | Kimi Räikkönen    | 7          | 2   | 2   | 2   | 6   | 4   | 4   | 5   | 6   | 4   | 3   | 3   | 3   | 6   | 1   | 5   | 4   | 4   | 3   | 6   | 4   | 4   |
| 4.       | Max Verstappen    | 33         | 4   | 15  | 5   | 5   | 5   | nk† | 3   | 4   | 5   | 5   | 4   | 7   | 7   | 5   | 2   | 11† | 3   | 15† | 2   | 5   | 6   |
| 5.       | Valtteri Bottas   | 77         | 10† | 3   | 3   | 3   | 2   | 5   | 2   | 2   | 1   | 4   | 2   | 2   | 10† | 4   | 4   | 1   | 2   | 4   | 5   | 3   | 2   |
| 6.       | Daniel Ricciardo  | 3          | 5†  | 5   | 6   | 4   | 6   | 1   | 6   | 5   | 7   | 6   | 15† | 12  | 8   | 15† | 6   | 12† | 15  | 5   | 1   | 6†  | 5   |
| 7.       | Nico Hülkenberg   | 27         | 8   | 8   | 7   | 9†  | 16  | 11  | 7   | 12  | 10  | 11  | 7   | 13  | 15† | 14† | 10  | 15  | 16  | 7   | 7   | 14  | 10  |
| 8.       | Sergio Pérez      | 11         | 13  | 12  | 8   | 8   | 15  | 9   | 10  | 13  | 17  | 12  | 10  | 19  | 4   | 16  | 7   | 8   | 10  | 10  | 13  | 12  | 14  |
| 9.       | Kevin Magnussen   | 20         | 6   | 7   | 11  | 15  | 7   | 19  | 11  | 9   | 8   | 7   | 5   | 9   | 9   | 11  | 16  | 5   | 12  | 12  | 18  | 11  | 13  |
| 10.      | Carlos Sainz Jr.  | 55         | 9   | 10  | 9   | 10  | 9   | 8   | 9   | 7   | 9   | 16  | 8   | 5   | 16† | 7   | 12  | 14  | 13  | 11  | 8   | 16  | 11  |
| 11.      | Fernando Alonso   | 14         | 11  | 13  | 13  | 13  | 8   | 7   | 14  | 16  | 14  | 13  | 11  | 11  | 17  | 13  | 11  | 17† | 18  | 16  | 12  | 18  | 15  |
| 12.      | Esteban Ocon      | 31         | 15  | 9   | 12  | 7   | 13  | 6   | 8   | 11  | 11  | 10  | 16  | 18  | 3   | 8   | 9   | 6   | 8†  | 6   | 11  | 13† | 9   |
| 13.      | Charles Leclerc   | 16         | 18  | 19  | 19  | 14  | 14  | 14  | 13  | 8   | 13† | 9   | 9   | 17  | 13  | 17  | 13  | 7   | 11  | 9   | 9   | 8   | 8   |
| 14.      | Romain Grosjean   | 8          | 7   | 16  | 10  | nk  | 10  | 15† | nk  | 10  | 6   | 8   | 6   | 10  | 5   | 6   | 8   | 9   | 5   | 8   | 16† | 9   | 7   |
| 15.      | Pierre Gasly      | 10         | 20  | 6   | 17  | 17  | 12  | 10  | 16† | 14  | 12  | 14  | 17† | 6   | 11  | 9   | 15  | 13† | 7   | 13† | 15† | 10  | 17  |
| 16.      | Stoffel Vandoorne | 2          | 12  | 14  | 14  | 16  | 11  | 12  | 15  | 18  | 16  | 17  | 20  | 16  | 20† | 20  | 18  | 19† | 19  | 20  | 17  | 20  | 18  |
| 17.      | Marcus Ericsson   | 9          | 17  | 17  | 20† | 18  | 17  | 17  | 19  | 15  | 20  | 15  | 13  | 14  | 14  | 19  | 14  | 10  | 20  | 19  | 10  | 7   | 12  |
| 18.      | Lance Stroll      | 18         | 14  | 20  | 18  | 11  | 19  | 18  | 17  | 20  | 15  | nk  | 19  | 15† | 19  | 10  | 20  | 20  | 14  | 18  | 19  | 19  | 20  |
| 19.      | Brendon Hartley   | 28         | 16  | 11  | 15  | nk  | nk  | 16  | 12  | 17† | 19  | nk  | 18  | 8   | 12  | 18  | 17  | 16† | 6   | 14† | 14  | 17  | 16  |
| 20.      | Szergej Szirotkin | 35         | 19  | 18  | 16  | 12  | 18† | 13  | 18  | 19  | 18  | 18  | 12  | 20  | 18  | 12  | 19  | 18  | 17  | 17  | 20  | 15  | 19  |
| Helyezés | Versenyző         | Rajt- szám | AUS | BHR | CHN | AZE | ESP | MON | CAN | FRA | AUT | GBR | GER | HUN | BEL | ITA | SIN | RUS | JPN | USA | MEX | BRA | UAE |

Megjegyzés:
A helyezések a világbajnokság pontversenyében elfoglalt pozíciót jelentik. A táblázatban az időmérő edzésen elért eredmények, és nem a végleges rajtpozíciók szerepelnek.
- † — A rajtpozíció változott az időmérő edzésen elért helyezéshez képest (nem számítva az egyik versenyző hátrasorolásából következő előrelépést). A részletekért lásd a futamok szócikkeit.

## Statisztikák

### Versenyzők
| #   | +/- | Versenyző         | Rsz. | Csapat               | Rajt | Gy | DH | PP | LK | NV | Pont | P+/– |
| --- | --- | ----------------- | ---- | -------------------- | ---- | -- | -- | -- | -- | -- | ---- | ---- |
| 1.  | ±0  | Lewis Hamilton    | 44   | Mercedes             | 21   | 11 | 17 | 11 | 3  | 3  | 408  | +45  |
| 2.  | ±0  | Sebastian Vettel  | 5    | Ferrari              | 21   | 5  | 12 | 5  | 3  | 3  | 320  | +3   |
| 3.  | +1  | Kimi Räikkönen    | 7    | Ferrari              | 21   | 1  | 12 | 1  | 1  | 1  | 251  | +46  |
| 4.  | +2  | Max Verstappen    | 33   | Red Bull-TAG Heuer   | 21   | 2  | 11 | 0  | 2  | 6  | 249  | +81  |
| 5.  | –2  | Valtteri Bottas   | 77   | Mercedes             | 21   | 0  | 8  | 2  | 7  | 0  | 247  | –58  |
| 6.  | –1  | Daniel Ricciardo  | 3    | Red Bull-TAG Heuer   | 21   | 2  | 2  | 2  | 4  | 4  | 170  | –30  |
| 7.  | +3  | Nico Hülkenberg   | 27   | Renault              | 21   | 0  | 0  | 0  | 0  | 0  | 69   | +26  |
| 8.  | –1  | Sergio Pérez      | 11   | Force India-Mercedes | 21   | 0  | 1  | 0  | 0  | 0  | 62   | –38  |
| 9.  | +5  | Kevin Magnussen   | 20   | Haas-Ferrari         | 21   | 0  | 0  | 0  | 1  | 0  | 56   | +37  |
| 10. | –1  | Carlos Sainz Jr.  | 55   | Renault              | 21   | 0  | 0  | 0  | 0  | 0  | 53   | –1   |
| 11. | +4  | Fernando Alonso   | 14   | McLaren-Renault      | 21   | 0  | 0  | 0  | 0  | 2  | 50   | +33  |
| 12. | –4  | Esteban Ocon      | 31   | Force India-Mercedes | 21   | 0  | 0  | 0  | 0  | 0  | 49   | –38  |
| 13. | –   | Charles Leclerc   | 16   | Sauber-Ferrari       | 21   | 0  | 0  | 0  | 0  | 1  | 39   | –    |
| 14. | –1  | Romain Grosjean   | 8    | Haas-Ferrari         | 21   | 0  | 0  | 0  | 0  | 0  | 37   | +9   |
| 15. | +6  | Pierre Gasly      | 10   | Toro Rosso-Honda     | 21   | 0  | 0  | 0  | 0  | 1  | 29   | +29  |
| 16. | ±0  | Stoffel Vandoorne | 2    | McLaren-Renault      | 21   | 0  | 0  | 0  | 0  | 0  | 12   | –1   |
| 17. | +3  | Marcus Ericsson   | 9    | Sauber-Ferrari       | 21   | 0  | 0  | 0  | 0  | 0  | 9    | +9   |
| 18. | –6  | Lance Stroll      | 18   | Williams-Mercedes    | 21   | 0  | 0  | 0  | 0  | 0  | 6    | –34  |
| 19. | +4  | Brendon Hartley   | 28   | Toro Rosso-Honda     | 21   | 0  | 0  | 0  | 0  | 0  | 4    | +4   |
| 20. | –   | Szergej Szirotkin | 35   | Williams-Mercedes    | 21   | 0  | 0  | 0  | 0  | 0  | 1    | –    |

### Konstruktőrök
| #   | +/- | Csapat      | Modell           | Motor     | Gumi | Rajt | Gy | DH | PP | LK | NV | Pont        | P+/– |
| --- | --- | ----------- | ---------------- | --------- | ---- | ---- | -- | -- | -- | -- | -- | ----------- | ---- |
| 1.  | ±0  | Mercedes    | F1 W09 EQ Power+ | Mercedes  | P    | 21   | 11 | 25 | 13 | 10 | 3  | 655         | –13  |
| 2.  | ±0  | Ferrari     | SF71H            | Ferrari   | P    | 21   | 6  | 24 | 6  | 4  | 4  | 571         | +49  |
| 3.  | ±0  | Red Bull    | RB14             | TAG Heuer | P    | 21   | 4  | 13 | 2  | 6  | 10 | 419         | +51  |
| 4.  | +2  | Renault     | R.S.18           | Renault   | P    | 21   | 0  | 0  | 0  | 0  | 0  | 122         | +65  |
| 5.  | +3  | Haas        | VF-18            | Ferrari   | P    | 21   | 0  | 0  | 0  | 1  | 0  | 93          | +46  |
| 6.  | +3  | McLaren     | MCL33            | Renault   | P    | 21   | 0  | 0  | 0  | 0  | 2  | 62          | +32  |
| 7.  | –3  | Force India | VJM11            | Mercedes  | P    | 21   | 0  | 1  | 0  | 0  | 0  | 52 (+59)[1] | –135 |
| 8.  | +2  | Sauber      | C37              | Ferrari   | P    | 21   | 0  | 0  | 0  | 0  | 1  | 48          | +43  |
| 9.  | –2  | Toro Rosso  | STR13            | Honda     | P    | 21   | 0  | 0  | 0  | 0  | 1  | 33          | –20  |
| 10. | –5  | Williams    | FW41             | Mercedes  | P    | 21   | 0  | 0  | 0  | 0  | 0  | 7           | –76  |

Megjegyzés:
- ↑ 1:  – A Sahara Force India csapat a szezon közben csődeljárás alá került, a csapatot pedig hivatalosan kizárták a világbajnokságból, addig megszerzett konstruktőri pontjaikat (59 pont) törölték, így új csapatként, Racing Point Force India néven folytatták a szezont.

### Csapattársak egymás elleni eredményei
Megjegyzés: Döntetlen esetén (időmérő edzéseken ha egyik pilóta sem tudta kvalifikálni magát a futamra, versenyeken pedig ha mindkét pilóta kiesett vagy helyezetlenül ért célba, továbbá ha a korábbi csapattárs helyett más pilóta volt a csapattársa a futamon) a verseny nem számít bele az egymás elleni állásba. Ugyanez a helyzet áll fenn akkor, ha a csapat nem vett részt az adott nagydíjon. Emiatt előfordul, hogy egyes csapatoknál a szezon végén nem jön ki mind a 21 verseny.
| Időmérő edzések | Időmérő edzések   | Időmérő edzések | Időmérő edzések   | Időmérő edzések | Csapat               | Versenyek | Versenyek         | Versenyek | Versenyek         | Versenyek |
| Rajtszám        | Pilóta            | Állás           | Pilóta            | Rajtszám        | Csapat               | Rajtszám  | Pilóta            | Állás     | Pilóta            | Rajtszám  |
| --------------- | ----------------- | --------------- | ----------------- | --------------- | -------------------- | --------- | ----------------- | --------- | ----------------- | --------- |
| 44              | Lewis Hamilton    | 15–6            | Valtteri Bottas   | 77              | Mercedes             | 44        | Lewis Hamilton    | 17–3      | Valtteri Bottas   | 77        |
| 5               | Sebastian Vettel  | 17–4            | Kimi Räikkönen    | 7               | Ferrari              | 5         | Sebastian Vettel  | 12–9      | Kimi Räikkönen    | 7         |
| 3               | Daniel Ricciardo  | 6–15            | Max Verstappen    | 33              | Red Bull-TAG Heuer   | 3         | Daniel Ricciardo  | 5–14      | Max Verstappen    | 33        |
| 27              | Nico Hülkenberg   | 13–8            | Carlos Sainz Jr.  | 55              | Renault              | 27        | Nico Hülkenberg   | 10–11     | Carlos Sainz Jr.  | 55        |
| 8               | Romain Grosjean   | 11–10           | Kevin Magnussen   | 20              | Haas-Ferrari         | 8         | Romain Grosjean   | 8–11      | Kevin Magnussen   | 20        |
| 2               | Stoffel Vandoorne | 0–21            | Fernando Alonso   | 14              | McLaren-Renault      | 2         | Stoffel Vandoorne | 9–12      | Fernando Alonso   | 14        |
| 11              | Sergio Pérez      | 5–16            | Esteban Ocon      | 31              | Force India-Mercedes | 11        | Sergio Pérez      | 10–10     | Esteban Ocon      | 31        |
| 9               | Marcus Ericsson   | 4–17            | Charles Leclerc   | 16              | Sauber-Ferrari       | 9         | Marcus Ericsson   | 8–12      | Charles Leclerc   | 16        |
| 10              | Pierre Gasly      | 15–6            | Brendon Hartley   | 28              | Toro Rosso-Honda     | 10        | Pierre Gasly      | 12–8      | Brendon Hartley   | 28        |
| 18              | Lance Stroll      | 8–13            | Szergej Szirotkin | 35              | Williams-Mercedes    | 18        | Lance Stroll      | 11–9      | Szergej Szirotkin | 35        |

#### Csapat színkódok
| Csapat  | Mercedes | Ferrari | Red Bull | Force India | Williams | Renault | Toro Rosso | Haas | McLaren | Sauber |
| ------- | -------- | ------- | -------- | ----------- | -------- | ------- | ---------- | ---- | ------- | ------ |
| Színkód |          |         |          |             |          |         |            |      |         |        |

## Közvetítések
A 2018-as évre a magyarországi közvetítési jogokkal továbbra is az MTVA rendelkezett. Minden eseményt (szabadedzést, időmérő edzést és futamot) élőben közvetítettek az M4 Sport csatornán. A francia nagydíjat, valamint az osztrák és a brit nagydíj egyes adásait a Duna közvetítette. Valamennyi futamot a budapesti stúdióból kommentáltak, kivéve az osztrák, a magyar és az olasz nagydíjakat, amelyeket a helyszínről. A műsorok HD felbontásúak voltak.
A közvetítések kommentátora Szujó Zoltán volt, a stúdióműsorokat Petrovics-Mérei Andrea vezette. A szakkommentátor továbbra is Wéber Gábor volt, a helyszíni riporteri feladatokat Bobák Róbert, Ujvári Máté és Szeleczki Ádám váltásban látta el. A stúdióban visszatérő vendég volt Michelisz Norbert és Kiss Norbert.
Az évben szinkrontolmácsot cseréltek: a korábban tolmácsoló Gether Dénest B. Lawani Alex, Kónya Gáspár és Wodala Márk váltotta. Gether csak a magyar nagydíjra tért vissza.